# Noruega
Noruega o Norvègia (en noruec bokmål:  Norge (?·pàg.); en nynorsk:  Noreg (?·pàg.)), oficialment el Regne de Noruega, és un estat sobirà situat a la meitat occidental de la península d'Escandinàvia, a l'Europa del Nord. Constituïda en monarquia constitucional, el seu territori està (2024) organitzat en 15 comtats o fylker, amb capital a Oslo. Tanmateix, les illes pròximes de Svalbard i Jan Mayen també pertanyen al Regne de Noruega, a diferència de les dependències de l'illa Bouvet a l'oceà Atlàntic sud i l'illa de Pere I a l'oceà Pacífic, que no són considerades part del regne. A més, Noruega reclama una part de l'Antàrtida, la Terra de la Reina Maud.
El seu territori, situat entre els paral·lels 57° i 71° de latitud nord i entre els meridians 4° i 31º de longitud est, té una superfície total de 385.207 quilòmetres quadrats i una població de 5.258.317 habitants (2017). Noruega limita a l'est amb Suècia, en una llarga frontera de 1.619 quilòmetres, al nord-est amb Finlàndia i Rússia, i al sud amb l'estret de Skagerrak, amb Dinamarca a l'altra banda. Noruega té una extensa costa, enfront del nord de l'oceà Atlàntic (anomenat mar de Noruega al nord i mar del Nord al sud) i la mar de Barentsz.
El Regne de Noruega es va formar com a unió de diversos principats el segle xi. Va formar una unió personal amb Dinamarca de 1380 a 1814. De 1814 a 1905 va formar una unió amb Suècia. Noruega romangué neutral en ambdues guerres mundials, però va ser ocupada per Alemanya en la segona.
Tot i rebutjar l'entrada a la Unió Europea en dos referèndums, el país manté vincles estrets amb la Unió i els seus estats membres, així com amb els Estats Units. És considerat un participant prominent en la diplomàcia i el desenvolupament internacional, en involucrar-se en els Acords d'Oslo tot i que no van reeixir, i va negociar una treva entre el govern de Sri Lanka i els Tigres d'Alliberament de Tamil Eelam. Noruega encara és un dels contribuïdors financers més importants de les Nacions Unides, i participa amb les forces de l'ONU en les missions internacionals, en especial a l'Afganistan, Kosovo i el Sudan. Després de la Segona Guerra Mundial el país va experimentar un creixement econòmic accelerat, en especial arran del descobriment dels dipòsits de petroli trobats al començament dels anys setanta. En l'actualitat és un dels països més rics del món, amb les reserves per capita més grans de qualsevol nació. Noruega és el setè exportador de petroli més gran del món, i la indústria petroliera representa un quart del seu producte interior brut. Arran de la crisi financera de 2007-2009, els banquers han considerat que la corona noruega és una de les monedes més sòlides del món.
Noruega va ser el segon exportador més gran de mariscs (en valor, després de la República Popular de la Xina) el 2006. Altres indústries importants són el processament d'aliments, la construcció de vaixells, la indústria química, la mineria, la pesca, i la producció de paper. Noruega té un model de benestar escandinau amb assistència humanitària universal, educació superior subvencionada i un sistema de seguretat social complet. Noruega ocupa la primera posició en desenvolupament humà des del 2014. També va ser catalogat com el país més pacífic en l'Índex Global de Pau el 2007. Com a Estat unitari, les divisions administratives del qual són els comtats (fylker) i els municipis (kommuner), Noruega és una monarquia constitucional, parlamentària i hereditària, en què el rei Harald V és el cap d'Estat. El poble sami gaudeix d'un cert grau d'autodeterminació i exerceix influència sobre els territoris tradicionals mitjançant el Parlament Sami i l'Acta de Finnmark. Noruega és membre fundador de l'ONU, l'OTAN, el Consell d'Europa i el Consell Nòrdic i és membre de l'Espai Econòmic Europeu, l'OMC i l'OCDE.
L'idioma oficial és el noruec –en les dues modalitats escrites: bokmål i nynorsk–, una llengua escandinava relacionada directament amb el danès i el suec. En vuit municipis situats majoritàriament al nord del país, és també oficial la llengua sami. Tanmateix, al municipi de Porsáŋgu, situat al comtat de Finnmark, hi és també oficial el kven, una llengua relacionada amb el finès.

## Etimologia
La forma usual de l'antic nòrdic de «Noruega» és Noregr, mentre que la forma medieval llatina era Norvegia. Tot i que hi ha texts medievals que atribueixen el nom al rei mític Nórr, la teoria més acceptada suggereix que es deriva de l'antic nòrdic norðvegr, que significa ‘ruta septentrional’, 'camí cap al nord' o 'camí del nord'.
L'escriptor romà Plini el Vell (segle i dC) esmenta l'illa de Nerigos, una suposada gran illa situada al nord de Britànnia. Avui en dia hi ha consens que era Noruega, que els antics confongueren amb una illa.
En català, igual que en portuguès, el nom de Noruega és pres del castellà, que al seu torn l'adapta del llatí Norvegia. Hi ha autors que han proposat formes alternatives per anomenar aquest país, per evitar la forma castellanitzada, com ara Norvègia (paral·lela a l'italià Norvegia i l'occità Norvègia; i que en català alguerès és Norvègia), amb el gentilici norvegià, -ana, o norvegès, -esa; o Norveja (paral·lela al francès Norvège).

## Geografia

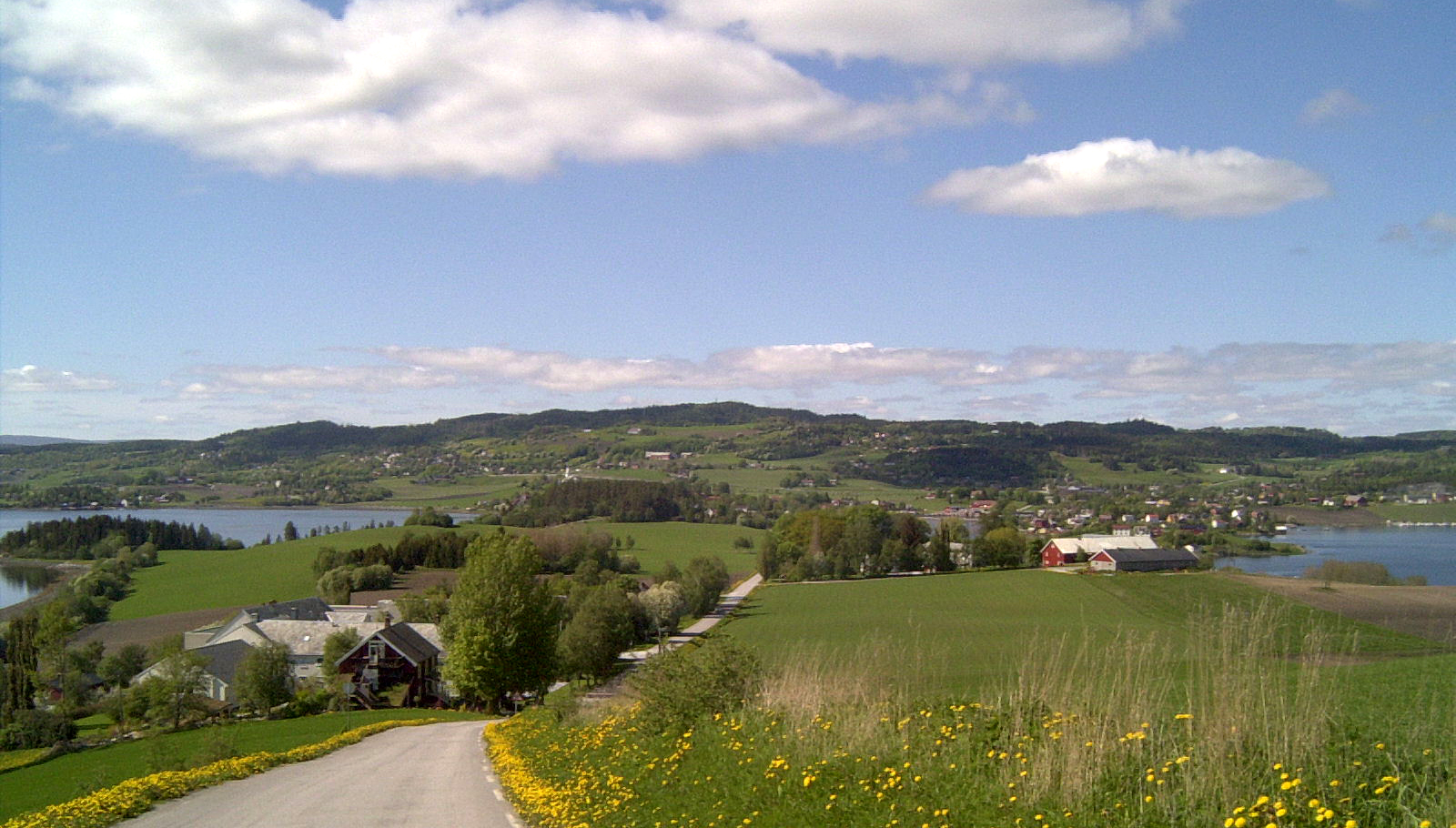
Paisatge de Noruega a Trondheimsfjord

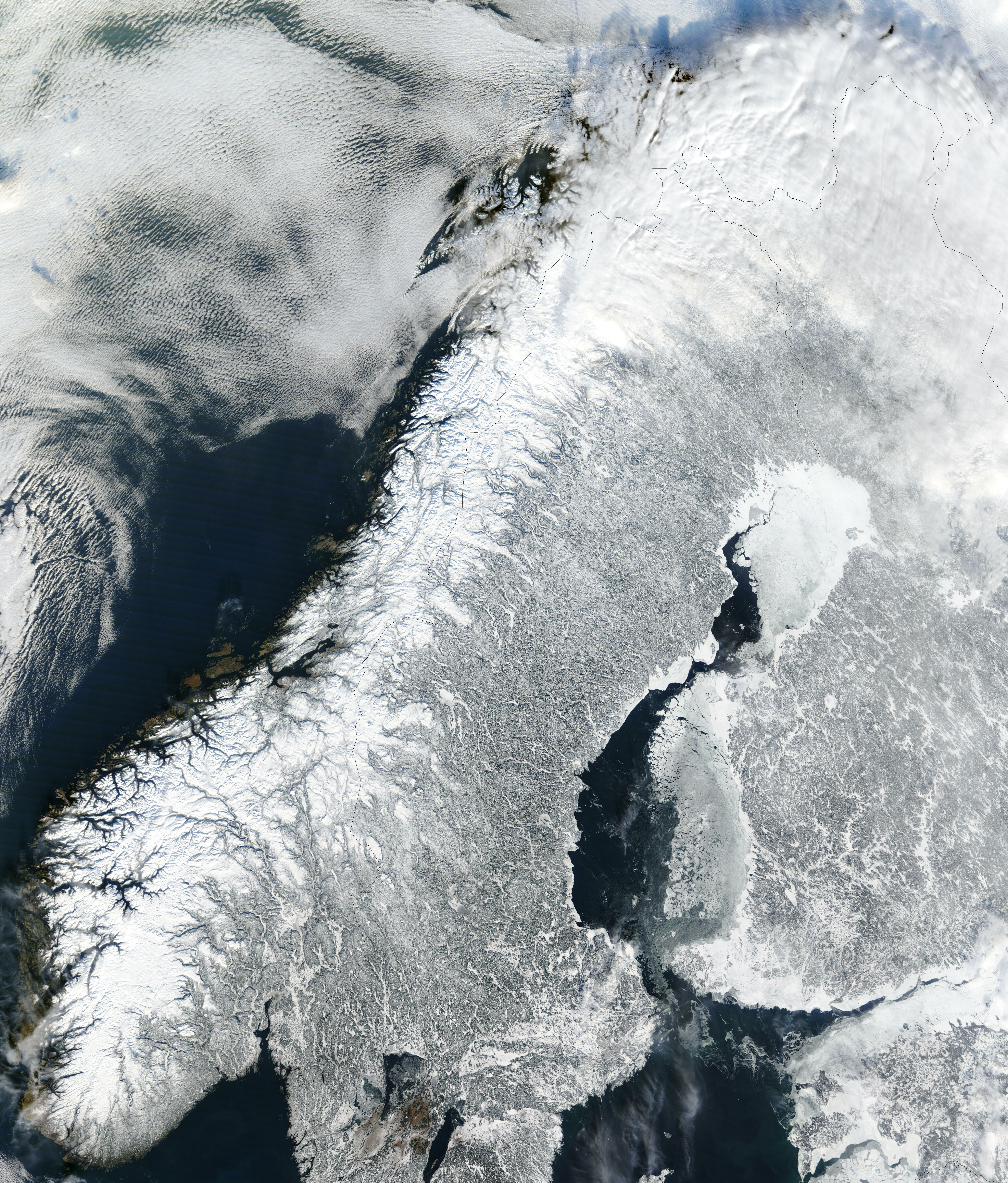
Una imatge de satèl·lit de la Noruega continental a l'hivern.

Noruega està situada a la regió occidental d'Escandinàvia, a l'Europa septentrional. La seva costa escarpada, s'estén 25.148 quilòmetres sense contar les illes, i és marcada per fiords i milers d'illes, per la qual cosa, la seva línia costanera és, en proporció a la seva superfície, la més gran que no pas a cap altre país. Noruega comparteix una frontera terrestre de 1.619 quilòmetres amb Suècia a l'est, i una de 727 quilòmetres amb Finlàndia i de 196 quilòmetres amb Rússia al nord-est. De nord a sud, Noruega està vorejada per la mar de Barentsz, el mar de Noruega, el mar del Nord i l'Skagerrak. Els Alps Escandinaus formen gran part de la frontera amb Suècia.
Amb una superfície de 385.207 km² (incloent Svalbard, Jan Mayen i l'illa Bouvet), o de 2.886.516 km² (incloent també les reclamacions territorials de l'illa de Pere I la Terra de la Reina Maud), gran part del país està dominat pel terreny muntanyós, amb una altitud mitjana és de 460 msnm i una gran varietat de característiques naturals causades per glaceres prehistòriques. El més notable d'aquestes són els seus profunds fiords, formats al final de l'edat de Gel. El fiord de Sogne és el segon fiord més profund i el més llarg del món, amb 204 quilòmetres de llargada. El Hornindalsvatnet és el llac més profund de tot Europa. Els rius més importants de Noruega són l'Otta, el Gudbrandsdalslågen, el Vorma, el Glomma, el Renaelva, el Numedalslågen, el Hallingdalselva, el Begna, el Drammenselva, l'Skien, el Tinn, el Nidelva i l'Otra.
Els principals sistemes muntanyosos del país són els Alps Escandinaus i els altiplans de Finnmarksvidda i Hardangervidda. La muntanya més alta del país és el Galdhøpiggen, de 2469 m, situada a la serralada de Jotunheimen. El permagel es pot trobar tot l'any a les zones d'alta muntanya i a l'interior del comtat de Finnmark. També hi ha nombroses glaceres, com la de Jostedalsbreen.

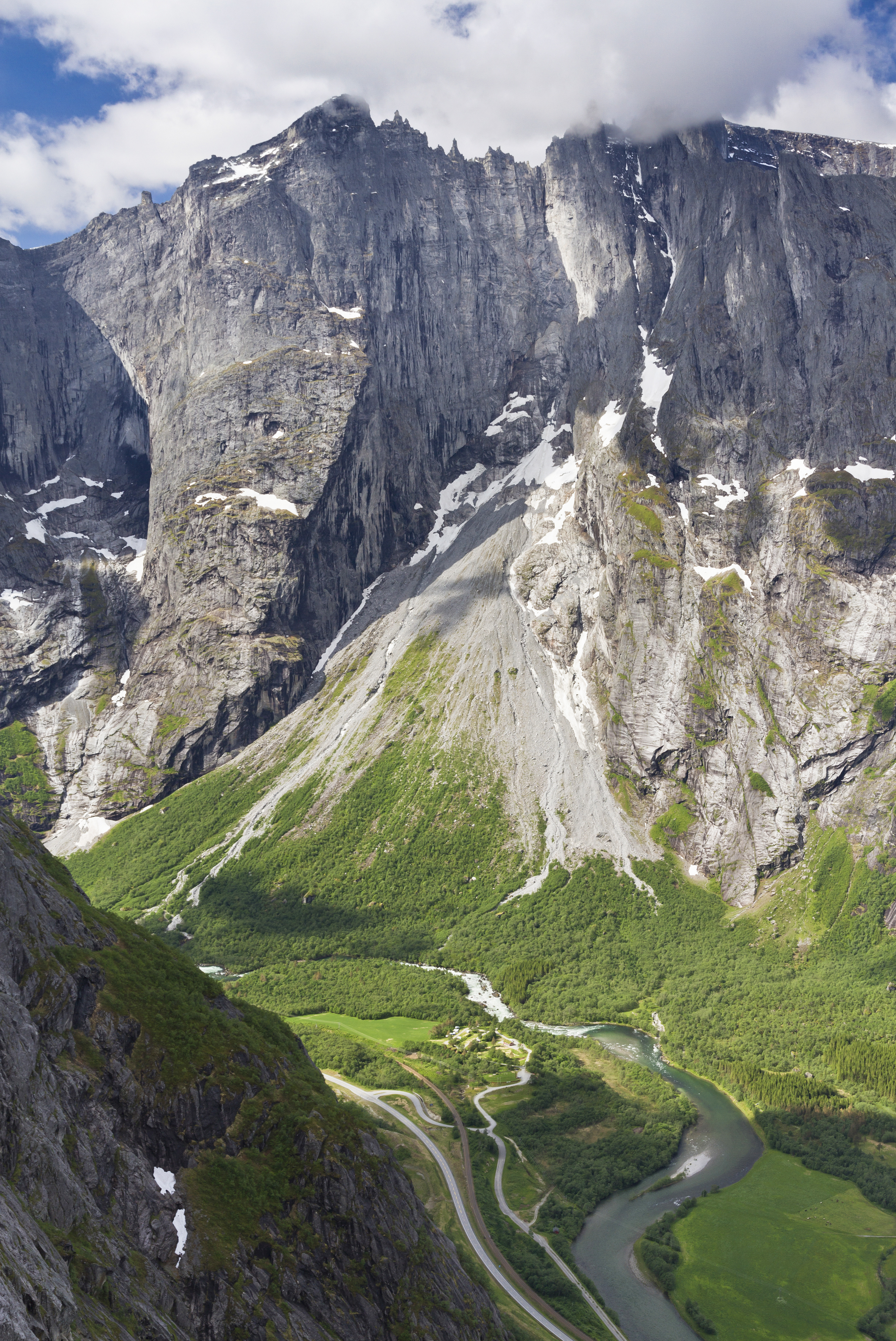
El penya-segat vertical més alt d'Europa, Trollveggen i Trollryggen sobre el riu Rauma a la vall de Romsdal.

El sòl està constituït principalment per roques de granit i gneis, tot i que també són comunes la llicorella, el gres i la pedra calcària; les terres més baixes contenen dipòsits marins. Atès el Corrent del Golf i els vents de l'oest, les temperatures a Noruega són més elevades que les que hom trobaria a les mateixes latituds, en especial al llarg de la costa. Fora de la costa hom experimenta les quatre estacions marcades, amb hiverns més freds i amb menor precipitació. La regió més septentrional té un clima subàrtic. Les regions meridional i occidental reben major precipitació, i experimenten hiverns més suaus que no pas la regió sud-oriental.
Atès el gran rang latitudinal del país i la variada topografia i clima, Noruega té un nombre d'hàbitats més gran que gairebé qualsevol altre país europeu. Hi ha aproximadament 60.000 espècies a Noruega i les aigües adjacents (amb exclusió de bacteris i virus).

### Clima
Les parts meridional i occidental de Noruega, totalment exposades als fronts freds de l'Atlàntic, registren més precipitacions i tenen hiverns més suaus que les llunyanes regions septentrional i oriental. Les àrees situades l'est de les muntanyes costaneres són en una ombra orogràfica, i tenen menors totals de pluja i neu que a l'oest. Les terres baixes al voltant d'Oslo tenen els estius més càlids i assolellats, però també hiverns freds i amb neu.
A causa de l'alta latitud de Noruega, hi ha grans variacions estacionals de la llum del dia. Entre final de maig i final de juliol, el sol no descendeix mai del tot de sota l'horitzó en àrees al nord del cercle polar àrtic (d'aquí bé la descripció de Noruega com la "terra del sol de mitjanit"), i la resta del país experimenta un màxim de 20 hores de llum solar per dia. Per contra, entre final de novembre i final de gener, el sol mai s'eleva per sobre de l'horitzó al nord, i les hores de llum són molt curtes a la resta del país.
El clima de la costa de Noruega és excepcionalment suau en comparació amb les zones de latituds similars en altres parts del món, amb el Corrent del Golf que transcorre directament a les zones del nord de la costa atlàntica, causant un escalfament continu a la regió durant l'hivern. Les anomalies de temperatura que es donen en alguns llocs costaners són excepcionals, amb alguns exemples com els de les ciutats de Røst i Værøy, que no tenen un hivern meteorològic tot i estar al nord del cercle polar àrtic. El corrent del Golf fa aquest efecte només en la part nord de Noruega, no al sud, que és el que se sol pensar. De fet, la costa nord de Noruega estaria coberta de gel si no fos pel corrent del Golf. Com a efecte secundari, les muntanyes escandinaves impedeixen als vents continentals d'arribar a la costa, causant estius molt freds al llarg de la costa de l'Atlàntic. Oslo té un clima continental, similar a la de Suècia. La majoria de serres tenen climes subàrtics i de tundra. També hi ha una gran acumulació de precipitació a les zones exposades a l'Atlàntic, com Bergen. En comparació, Oslo és una ciutat seca, ja que es troba en una ombra orogràfica. Skjåk al comtat d'Oppland també es troba en una ombra orogràfica i és un dels llocs més secs amb 278 mil·límetres de precipitació a l'any. L'altiplà de Finnmarksvidda i les valls interiors de Troms i Nordland també reben menys de 300 mil·límetres a l'any. Longyearbyen és el lloc més sec de Noruega amb 190 mil·límetres.

Parts del sud-est de Noruega, incloent parts de Mjøsa, tenen un clima continental humit (Köppen Dfb) que és càlid a l'estiu, mentre que les costes més meridionals i occidentals són majoritàriament de clima oceànic (Cfb). Més cap a l'interior, al sud-est de Noruega i al nord, domina el clima subàrtic (Dfc); sobretot en les àrees situades l'ombra orogràfica dels Alps Escandinaus. Alguns de les valls interiors d'Oppland registren molt poca precipitació a l'any per l'efecte de l'ombra orogràfica, on s'hi dona un clima subàrtic sec (Dsc). En altituds més altes, prop de les costes del sud i l'oest de Noruega, hom pot trobar el rar clima oceànic subpolar (Cfc). Aquest clima també és comú al nord de Noruega, però en altituds més baixes. Una petita part de la costa nord de Noruega té clima polar (ET). Grans àrees de Noruega estan cobertes per muntanyes i altiplans de gran altitud, molts dels quals també presenten aquest clima.

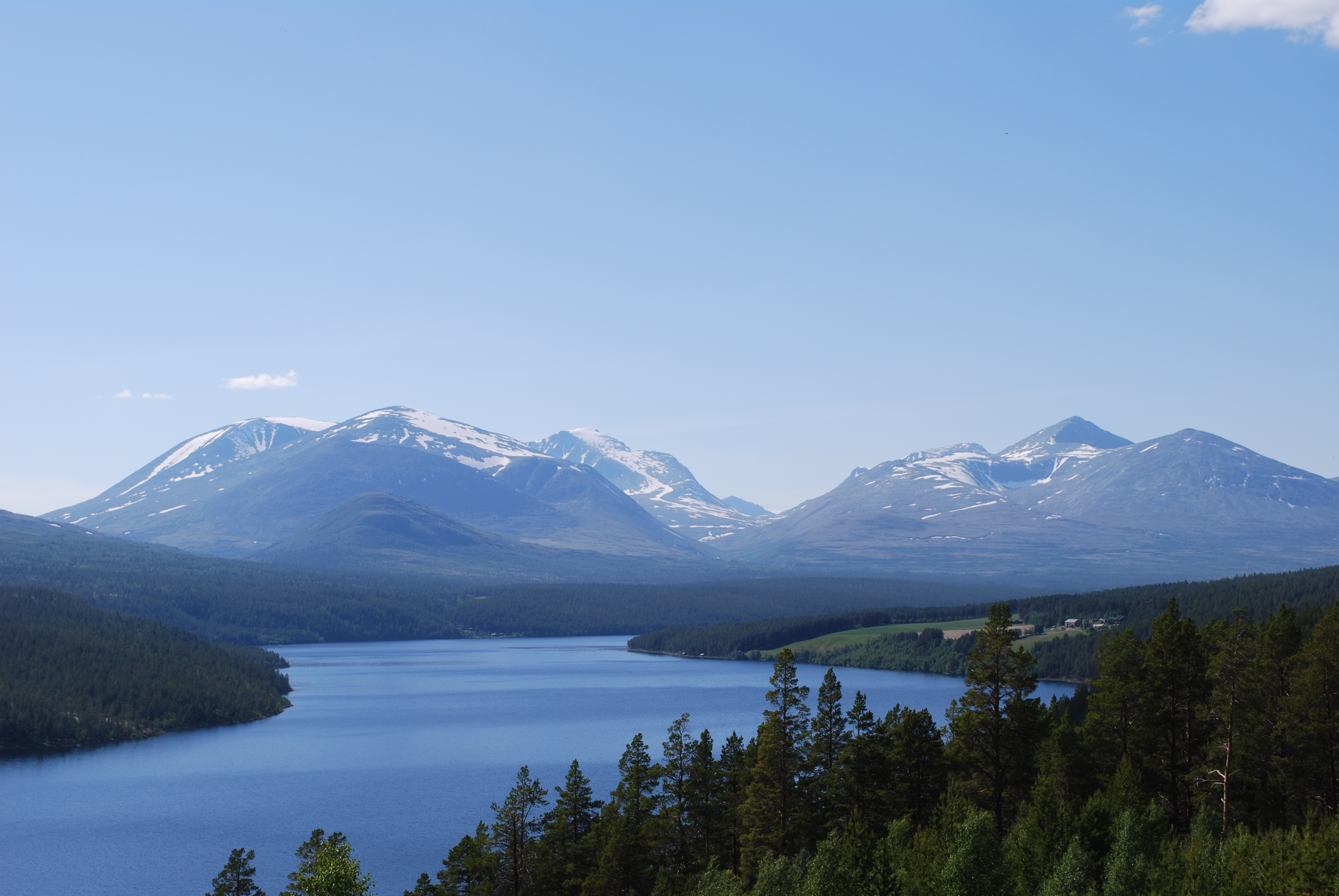
La serralada de Rondeslottet, al Parc Nacional de Rondane.
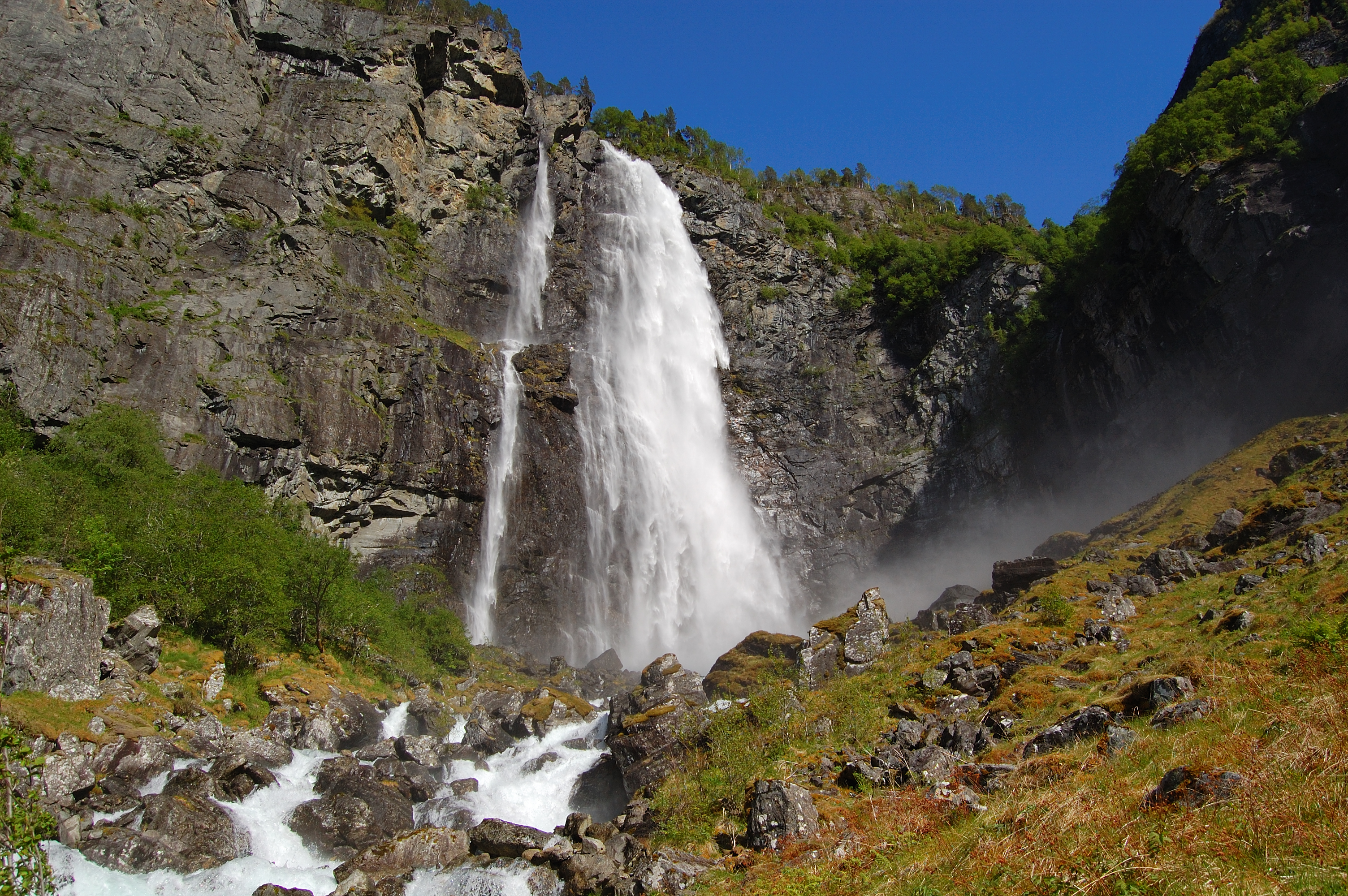
Feigefossen, al comtat de Sogn og Fjordane.
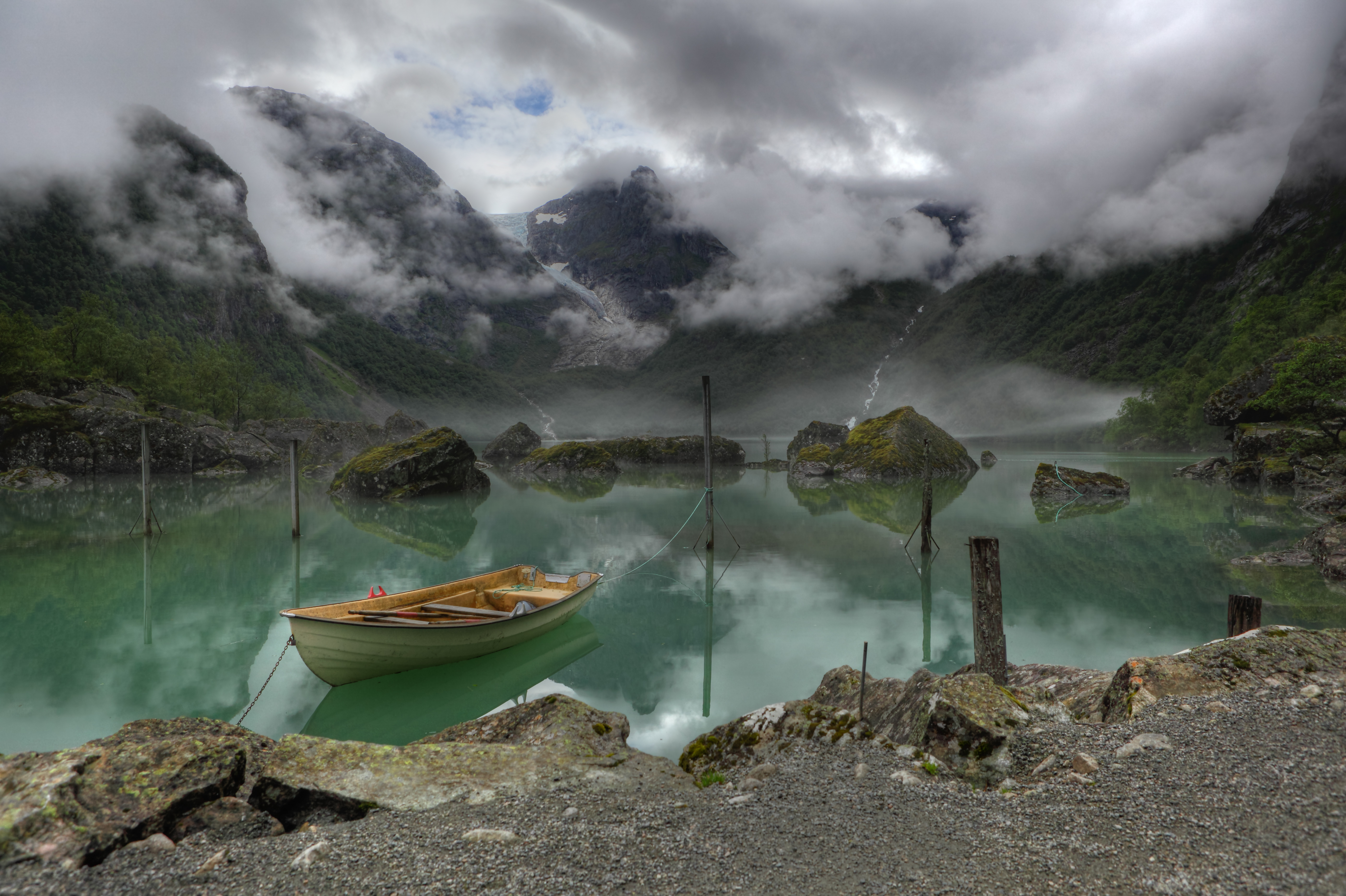
Llac Bondhus.
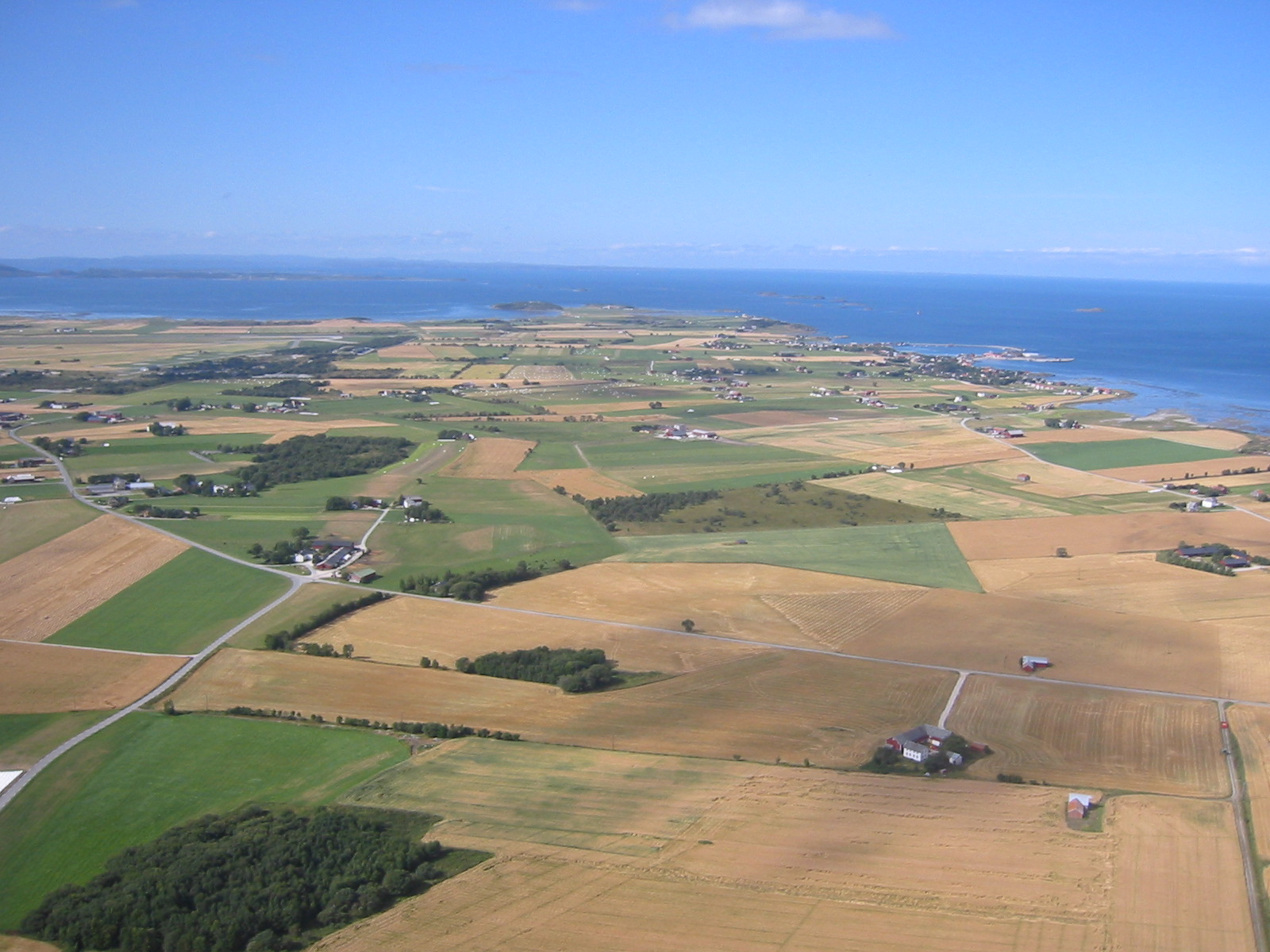
Noruega és muntanyosa, però hi ha zones planes a Jæren, Toten i Ørlandet.
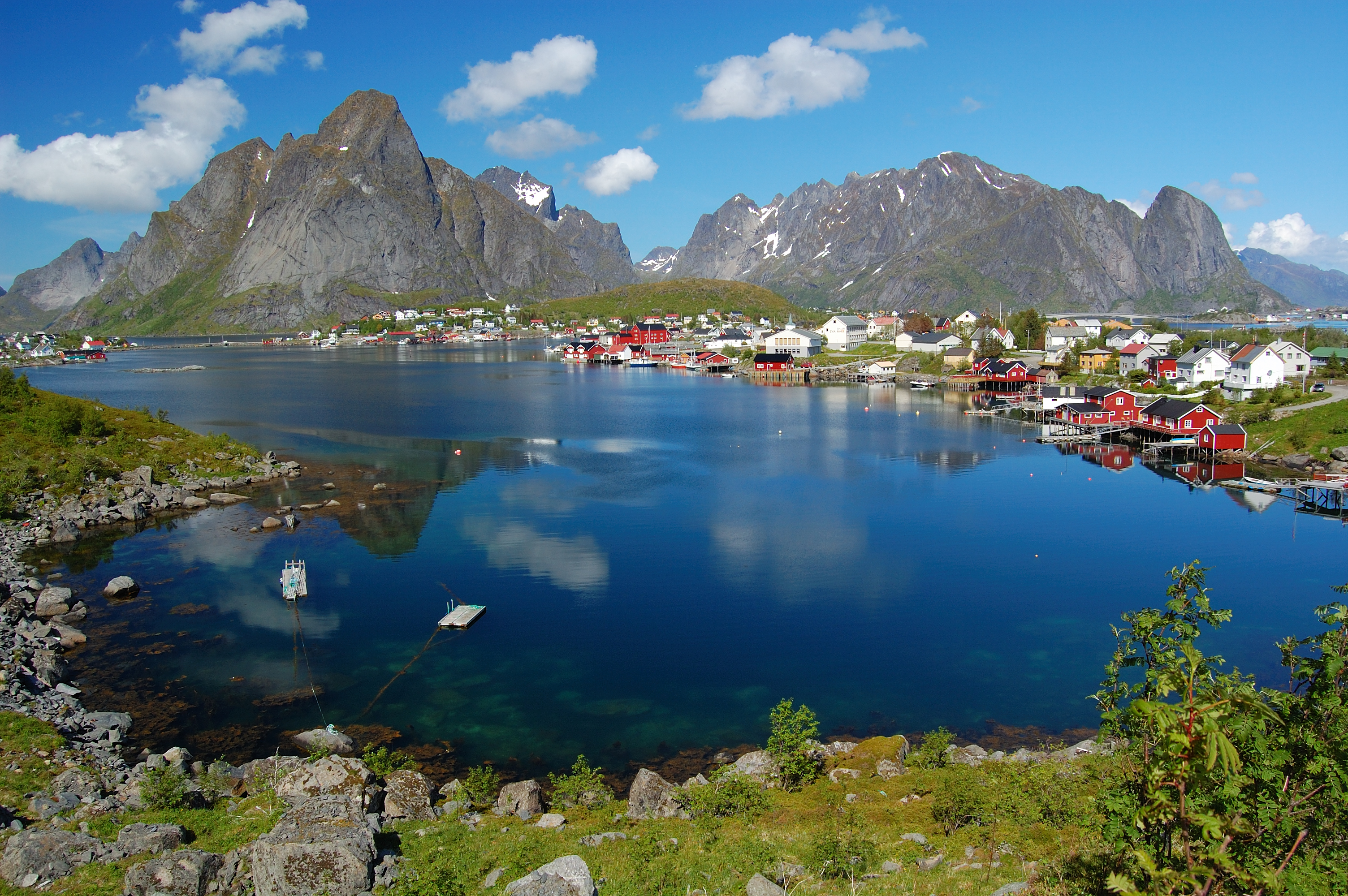
El poble de Reine, a les illes Lofoten, Nord-Norge

| Dades climàtiques a Oslo-Blindern (Köppen Dfb) (1961–1990) | Dades climàtiques a Oslo-Blindern (Köppen Dfb) (1961–1990) | Dades climàtiques a Oslo-Blindern (Köppen Dfb) (1961–1990) | Dades climàtiques a Oslo-Blindern (Köppen Dfb) (1961–1990) | Dades climàtiques a Oslo-Blindern (Köppen Dfb) (1961–1990) | Dades climàtiques a Oslo-Blindern (Köppen Dfb) (1961–1990) | Dades climàtiques a Oslo-Blindern (Köppen Dfb) (1961–1990) | Dades climàtiques a Oslo-Blindern (Köppen Dfb) (1961–1990) | Dades climàtiques a Oslo-Blindern (Köppen Dfb) (1961–1990) | Dades climàtiques a Oslo-Blindern (Köppen Dfb) (1961–1990) | Dades climàtiques a Oslo-Blindern (Köppen Dfb) (1961–1990) | Dades climàtiques a Oslo-Blindern (Köppen Dfb) (1961–1990) | Dades climàtiques a Oslo-Blindern (Köppen Dfb) (1961–1990) | Dades climàtiques a Oslo-Blindern (Köppen Dfb) (1961–1990) |
| Mes                                                        | gen                                                        | febr                                                       | març                                                       | abr                                                        | maig                                                       | juny                                                       | jul                                                        | ag                                                         | set                                                        | oct                                                        | nov                                                        | des                                                        | anual                                                      |
| ---------------------------------------------------------- | ---------------------------------------------------------- | ---------------------------------------------------------- | ---------------------------------------------------------- | ---------------------------------------------------------- | ---------------------------------------------------------- | ---------------------------------------------------------- | ---------------------------------------------------------- | ---------------------------------------------------------- | ---------------------------------------------------------- | ---------------------------------------------------------- | ---------------------------------------------------------- | ---------------------------------------------------------- | ---------------------------------------------------------- |
| Màxima rècord °C (°F)                                      | 12.5 (54.5)                                                | 12.8 (55)                                                  | 17.0 (62.6)                                                | 21.8 (71.2)                                                | 27.7 (81.9)                                                | 32.2 (90)                                                  | 30.5 (86.9)                                                | 34.2 (93.6)                                                | 24.9 (76.8)                                                | 21.0 (69.8)                                                | 14.4 (57.9)                                                | 12.4 (54.3)                                                | 34.2 (93.6)                                                |
| Màxima mitjana °C (°F)                                     | −1.8 (28.8)                                                | −0.9 (30.4)                                                | 3.5 (38.3)                                                 | 9.1 (48.4)                                                 | 15.8 (60.4)                                                | 20.4 (68.7)                                                | 21.5 (70.7)                                                | 20.1 (68.2)                                                | 15.1 (59.2)                                                | 9.3 (48.7)                                                 | 3.2 (37.8)                                                 | −0.5 (31.1)                                                | 9.57 (49.22)                                               |
| Mitjana diària °C (°F)                                     | −4.3 (24.3)                                                | −4.0 (24.8)                                                | −0.2 (31.6)                                                | 4.5 (40.1)                                                 | 10.8 (51.4)                                                | 15.2 (59.4)                                                | 16.4 (61.5)                                                | 15.2 (59.4)                                                | 10.8 (51.4)                                                | 6.3 (43.3)                                                 | 0.7 (33.3)                                                 | –3.1                                                       | —                                                          |
| Mínima mitjana °C (°F)                                     | −6.8 (19.8)                                                | −6.8 (19.8)                                                | –3.3                                                       | 0.8 (33.4)                                                 | 6.5 (43.7)                                                 | 10.6 (51.1)                                                | 12.2 (54)                                                  | 11.3 (52.3)                                                | 7.5 (45.5)                                                 | 3.8 (38.8)                                                 | −1.5 (29.3)                                                | −5.6 (21.9)                                                | —                                                          |
| Mínima rècord °C (°F)                                      | −24.3 (−11.7)                                              | −24.9 (−12.8)                                              | −20.2 (−4.4)                                               | −9.8 (14.4)                                                | −2.7 (27.1)                                                | 1.4 (34.5)                                                 | 5.0 (41)                                                   | 3.7 (38.7)                                                 | −2.0 (28.4)                                                | −7.4 (18.7)                                                | −16.0 (3.2)                                                | −20.8 (−5.4)                                               | −24.9 (−12.8)                                              |
| Precipitació mitjana mm (polzades)                         | 49 (1.93)                                                  | 36 (1.42)                                                  | 47 (1.85)                                                  | 41 (1.61)                                                  | 53 (2.09)                                                  | 65 (2.56)                                                  | 81 (3.19)                                                  | 89 (3.5)                                                   | 90 (3.54)                                                  | 84 (3.31)                                                  | 73 (2.87)                                                  | 55 (2.17)                                                  | 763 (30.04)                                                |
| Mitjana de dies de precipitació                            | 6                                                          | 4                                                          | 6                                                          | 5                                                          | 5                                                          | 7                                                          | 7                                                          | 8                                                          | 7                                                          | 8                                                          | 8                                                          | 6                                                          | 77                                                         |
| Mitjana mensual d'hores de sol                             | 40                                                         | 76                                                         | 126                                                        | 178                                                        | 220                                                        | 250                                                        | 246                                                        | 216                                                        | 144                                                        | 86                                                         | 51                                                         | 35                                                         | 1.668                                                      |
| Font #1: Norwegian Meteorological Institute eklima.met.no  |                                                            |                                                            |                                                            |                                                            |                                                            |                                                            |                                                            |                                                            |                                                            |                                                            |                                                            |                                                            |                                                            |
| Font #2: Met.no (precipitation > 3 mm)                     |                                                            |                                                            |                                                            |                                                            |                                                            |                                                            |                                                            |                                                            |                                                            |                                                            |                                                            |                                                            |                                                            |

| Dades climàtiques a Bergen (Köppen Cfb), 1961–1990 | Dades climàtiques a Bergen (Köppen Cfb), 1961–1990 | Dades climàtiques a Bergen (Köppen Cfb), 1961–1990 | Dades climàtiques a Bergen (Köppen Cfb), 1961–1990 | Dades climàtiques a Bergen (Köppen Cfb), 1961–1990 | Dades climàtiques a Bergen (Köppen Cfb), 1961–1990 | Dades climàtiques a Bergen (Köppen Cfb), 1961–1990 | Dades climàtiques a Bergen (Köppen Cfb), 1961–1990 | Dades climàtiques a Bergen (Köppen Cfb), 1961–1990 | Dades climàtiques a Bergen (Köppen Cfb), 1961–1990 | Dades climàtiques a Bergen (Köppen Cfb), 1961–1990 | Dades climàtiques a Bergen (Köppen Cfb), 1961–1990 | Dades climàtiques a Bergen (Köppen Cfb), 1961–1990 | Dades climàtiques a Bergen (Köppen Cfb), 1961–1990 |
| Mes | gen                                                | febr                                               | març                                               | abr                                                | maig                                               | juny                                               | jul                                                | ag                                                 | set                                                | oct                                                | nov                                                | des                                                | anual                                              |
| --- | -------------------------------------------------- | -------------------------------------------------- | -------------------------------------------------- | -------------------------------------------------- | -------------------------------------------------- | -------------------------------------------------- | -------------------------------------------------- | -------------------------------------------------- | -------------------------------------------------- | -------------------------------------------------- | -------------------------------------------------- | -------------------------------------------------- | -------------------------------------------------- |
| Màxima rècord °C (°F) | 16.9 (62.4)                                        | 13.2 (55.8)                                        | 17.2 (63)                                          | 22.5 (72.5)                                        | 27.6 (81.7)                                        | 29.9 (85.8)                                        | 31.8 (89.2)                                        | 31.0 (87.8)                                        | 27.1 (80.8)                                        | 23.1 (73.6)                                        | 17.9 (64.2)                                        | 13.9 (57)                                          | 31.8 (89.2)                                        |
| Màxima mitjana °C (°F) | 4.4 (39.9)                                         | 4.8 (40.6)                                         | 7.1 (44.8)                                         | 11.5 (52.7)                                        | 14.9 (58.8)                                        | 18.0 (64.4)                                        | 20.7 (69.3)                                        | 19.4 (66.9)                                        | 15.9 (60.6)                                        | 12.2 (54)                                          | 8.2 (46.8)                                         | 4.9 (40.8)                                         | 11.83 (53.3)                                       |
| Mitjana diària °C (°F) | 2.2 (36)                                           | 2.1 (35.8)                                         | 3.8 (38.8)                                         | 7.4 (45.3)                                         | 10.6 (51.1)                                        | 13.5 (56.3)                                        | 16.4 (61.5)                                        | 15.3 (59.5)                                        | 12.5 (54.5)                                        | 9.1 (48.4)                                         | 5.7 (42.3)                                         | 2.7 (36.9)                                         | 8.44 (47.2)                                        |
| Mínima mitjana °C (°F) | 0.1 (32.2)                                         | −0.1 (31.8)                                        | 1.1 (34)                                           | 4.0 (39.2)                                         | 6.9 (44.4)                                         | 9.9 (49.8)                                         | 13.2 (55.8)                                        | 12.4 (54.3)                                        | 9.9 (49.8)                                         | 6.5 (43.7)                                         | 3.6 (38.5)                                         | 0.5 (32.9)                                         | 5.67 (42.2)                                        |
| Mínima rècord °C (°F) | −16.3 (2.7)                                        | −13.4 (7.9)                                        | −11.3 (11.7)                                       | −5.5 (22.1)                                        | −0.1 (31.8)                                        | 0.8 (33.4)                                         | 2.5 (36.5)                                         | 2.5 (36.5)                                         | 0.0 (32)                                           | −5.5 (22.1)                                        | −10.0 (14)                                         | −13.0 (8.6)                                        | −16.3 (2.7)                                        |
| Precipitació mitjana mm (polzades) | 190 (7.48)                                         | 152 (5.98)                                         | 170 (6.69)                                         | 114 (4.49)                                         | 106 (4.17)                                         | 132 (5.2)                                          | 148 (5.83)                                         | 190 (7.48)                                         | 283 (11.14)                                        | 271 (10.67)                                        | 259 (10.2)                                         | 235 (9.25)                                         | 2.250 (88,58)                                      |
| Mitjana de dies de pluja (≥ 1 mm) | 20                                                 | 15                                                 | 17                                                 | 13                                                 | 14                                                 | 11                                                 | 15                                                 | 17                                                 | 20                                                 | 22                                                 | 17                                                 | 21                                                 | 202                                                |
| Humitat relativa mitjana (%) | 78                                                 | 76                                                 | 73                                                 | 72                                                 | 72                                                 | 76                                                 | 77                                                 | 78                                                 | 79                                                 | 79                                                 | 78                                                 | 79                                                 | 76.4                                               |
| Mitjana mensual d'hores de sol | 19                                                 | 56                                                 | 94                                                 | 147                                                | 186                                                | 189                                                | 167                                                | 144                                                | 86                                                 | 60                                                 | 27                                                 | 12                                                 | 1.187                                              |
| Font #1: http://sharki.oslo.dnmi.no/pls/portal/BATCH_ORDER.PORTLET_UTIL.Download_BLob?p_BatchId=666089&p_IntervalId=1351224(eklima.no) (high and low temperatures), NOAA (all else, except extremes) |                                                    |                                                    |                                                    |                                                    |                                                    |                                                    |                                                    |                                                    |                                                    |                                                    |                                                    |                                                    |                                                    |
| Font #2: Voodoo Skies for extremes |                                                    |                                                    |                                                    |                                                    |                                                    |                                                    |                                                    |                                                    |                                                    |                                                    |                                                    |                                                    |                                                    |

| Dades climàtiques a Kárášjohka (Köppen Dfc) (1961–1990) | Dades climàtiques a Kárášjohka (Köppen Dfc) (1961–1990) | Dades climàtiques a Kárášjohka (Köppen Dfc) (1961–1990) | Dades climàtiques a Kárášjohka (Köppen Dfc) (1961–1990) | Dades climàtiques a Kárášjohka (Köppen Dfc) (1961–1990) | Dades climàtiques a Kárášjohka (Köppen Dfc) (1961–1990) | Dades climàtiques a Kárášjohka (Köppen Dfc) (1961–1990) | Dades climàtiques a Kárášjohka (Köppen Dfc) (1961–1990) | Dades climàtiques a Kárášjohka (Köppen Dfc) (1961–1990) | Dades climàtiques a Kárášjohka (Köppen Dfc) (1961–1990) | Dades climàtiques a Kárášjohka (Köppen Dfc) (1961–1990) | Dades climàtiques a Kárášjohka (Köppen Dfc) (1961–1990) | Dades climàtiques a Kárášjohka (Köppen Dfc) (1961–1990) | Dades climàtiques a Kárášjohka (Köppen Dfc) (1961–1990) |
| Mes                                                     | gen                                                     | febr                                                    | març                                                    | abr                                                     | maig                                                    | juny                                                    | jul                                                     | ag                                                      | set                                                     | oct                                                     | nov                                                     | des                                                     | anual                                                   |
| ------------------------------------------------------- | ------------------------------------------------------- | ------------------------------------------------------- | ------------------------------------------------------- | ------------------------------------------------------- | ------------------------------------------------------- | ------------------------------------------------------- | ------------------------------------------------------- | ------------------------------------------------------- | ------------------------------------------------------- | ------------------------------------------------------- | ------------------------------------------------------- | ------------------------------------------------------- | ------------------------------------------------------- |
| Màxima rècord °C (°F)                                   | 6.0 (42.8)                                              | 5.1 (41.2)                                              | 7.3 (45.1)                                              | 11.0 (51.8)                                             | 21.9 (71.4)                                             | 31.4 (88.5)                                             | 30.7 (87.3)                                             | 28.7 (83.7)                                             | 25.1 (77.2)                                             | 13.4 (56.1)                                             | 5.3 (41.5)                                              | 5.2 (41.4)                                              | 31.4 (88.5)                                             |
| Màxima mitjana °C (°F)                                  | −11.5 (11.3)                                            | −10.0 (14)                                              | −4.2 (24.4)                                             | 1.4 (34.5)                                              | 7.4 (45.3)                                              | 14.6 (58.3)                                             | 17.7 (63.9)                                             | 14.9 (58.8)                                             | 9.2 (48.6)                                              | 1.9 (35.4)                                              | −5.0 (23)                                               | −9.5 (14.9)                                             | 2.2 (36)                                                |
| Mitjana diària °C (°F)                                  | −17.1 (1.2)                                             | −15.4 (4.3)                                             | −10.3 (13.5)                                            | –3.1                                                    | 3.8 (38.8)                                              | 10.1 (50.2)                                             | 13.1 (55.6)                                             | 10.7 (51.3)                                             | 5.3 (41.5)                                              | −1.3 (29.7)                                             | −9.4 (15.1)                                             | −15.8 (3.6)                                             | −2.4 (27.7)                                             |
| Mínima mitjana °C (°F)                                  | −23.2 (−9.8)                                            | −21.6 (−6.9)                                            | −16.6 (2.1)                                             | −8.8 (16.2)                                             | −0.7 (30.7)                                             | 5.4 (41.7)                                              | 8.2 (46.8)                                              | 6.1 (43)                                                | 1.5 (34.7)                                              | −4.8 (23.4)                                             | −14.0 (6.8)                                             | −21.1 (−6)                                              | −7.5 (18.5)                                             |
| Mínima rècord °C (°F)                                   | −51.4 (−60.5)                                           | −42.3 (−44.1)                                           | −40.1 (−40.2)                                           | –33.2                                                   | −16.7 (1.9)                                             | –3.4                                                    | −1.1 (30)                                               | −9.2 (15.4)                                             | −11.3 (11.7)                                            | –30.4                                                   | –37.0                                                   | −47.2 (−53)                                             | −51.4 (−60.5)                                           |
| Precipitació mitjana mm (polzades)                      | 18 (0.71)                                               | 13 (0.51)                                               | 14 (0.55)                                               | 15 (0.59)                                               | 23 (0.91)                                               | 42 (1.65)                                               | 71 (2.8)                                                | 58 (2.28)                                               | 40 (1.57)                                               | 33 (1.3)                                                | 22 (0.87)                                               | 17 (0.67)                                               | 366 (14.41)                                             |
| Mitjana de dies de pluja                                | 2                                                       | 2                                                       | 1                                                       | 1                                                       | 2                                                       | 4                                                       | 6                                                       | 5                                                       | 4                                                       | 3                                                       | 3                                                       | 1                                                       | 39                                                      |
| Mitjana de dies de neu                                  | 3                                                       | 2                                                       | 4                                                       | 4                                                       | 3                                                       | 1                                                       | 0                                                       | 0.1                                                     | 2                                                       | 3                                                       | 4                                                       | 5                                                       | 31.1                                                    |
| Humitat relativa mitjana (%)                            | 74                                                      | 73                                                      | 72                                                      | 72                                                      | 69                                                      | 66                                                      | 67                                                      | 76                                                      | 81                                                      | 82                                                      | 81                                                      | 79                                                      | 74                                                      |
| Percentage d'hores de sol                               | 2.0                                                     | 8.6                                                     | 12.8                                                    | 18.0                                                    | 23.2                                                    | 24.0                                                    | 23.2                                                    | 20.0                                                    | 14.3                                                    | 10.0                                                    | 5.0                                                     | 2.0                                                     | 13.6                                                    |
| Font: Weatherbase                                       |                                                         |                                                         |                                                         |                                                         |                                                         |                                                         |                                                         |                                                         |                                                         |                                                         |                                                         |                                                         |                                                         |

| Dades climàtiques a Brønnøysund (Köppen Cfc), 1960–1990 | Dades climàtiques a Brønnøysund (Köppen Cfc), 1960–1990 | Dades climàtiques a Brønnøysund (Köppen Cfc), 1960–1990 | Dades climàtiques a Brønnøysund (Köppen Cfc), 1960–1990 | Dades climàtiques a Brønnøysund (Köppen Cfc), 1960–1990 | Dades climàtiques a Brønnøysund (Köppen Cfc), 1960–1990 | Dades climàtiques a Brønnøysund (Köppen Cfc), 1960–1990 | Dades climàtiques a Brønnøysund (Köppen Cfc), 1960–1990 | Dades climàtiques a Brønnøysund (Köppen Cfc), 1960–1990 | Dades climàtiques a Brønnøysund (Köppen Cfc), 1960–1990 | Dades climàtiques a Brønnøysund (Köppen Cfc), 1960–1990 | Dades climàtiques a Brønnøysund (Köppen Cfc), 1960–1990 | Dades climàtiques a Brønnøysund (Köppen Cfc), 1960–1990 | Dades climàtiques a Brønnøysund (Köppen Cfc), 1960–1990 |
| Mes                                                     | gen                                                     | febr                                                    | març                                                    | abr                                                     | maig                                                    | juny                                                    | jul                                                     | ag                                                      | set                                                     | oct                                                     | nov                                                     | des                                                     | anual                                                   |
| ------------------------------------------------------- | ------------------------------------------------------- | ------------------------------------------------------- | ------------------------------------------------------- | ------------------------------------------------------- | ------------------------------------------------------- | ------------------------------------------------------- | ------------------------------------------------------- | ------------------------------------------------------- | ------------------------------------------------------- | ------------------------------------------------------- | ------------------------------------------------------- | ------------------------------------------------------- | ------------------------------------------------------- |
| Mitjana diària °C (°F)                                  | −1.1 (30)                                               | −0.6 (30.9)                                             | 0.9 (33.6)                                              | 3.7 (38.7)                                              | 8.4 (47.1)                                              | 11.2 (52.2)                                             | 13.1 (55.6)                                             | 13.0 (55.4)                                             | 9.8 (49.6)                                              | 6.6 (43.9)                                              | 2.2 (36)                                                | −0.1 (31.8)                                             | 5.6 (42.1)                                              |
| Precipitació mitjana mm (polzades)                      | 138 (5.43)                                              | 102 (4.02)                                              | 114 (4.49)                                              | 97 (3.82)                                               | 66 (2.6)                                                | 83 (3.27)                                               | 123 (4.84)                                              | 113 (4.45)                                              | 180 (7.09)                                              | 192 (7.56)                                              | 145 (5.71)                                              | 157 (6.18)                                              | 1.510 (59,45)                                           |
| Font: Meteorologisk Institutt                           |                                                         |                                                         |                                                         |                                                         |                                                         |                                                         |                                                         |                                                         |                                                         |                                                         |                                                         |                                                         |                                                         |

### Biodiversitat

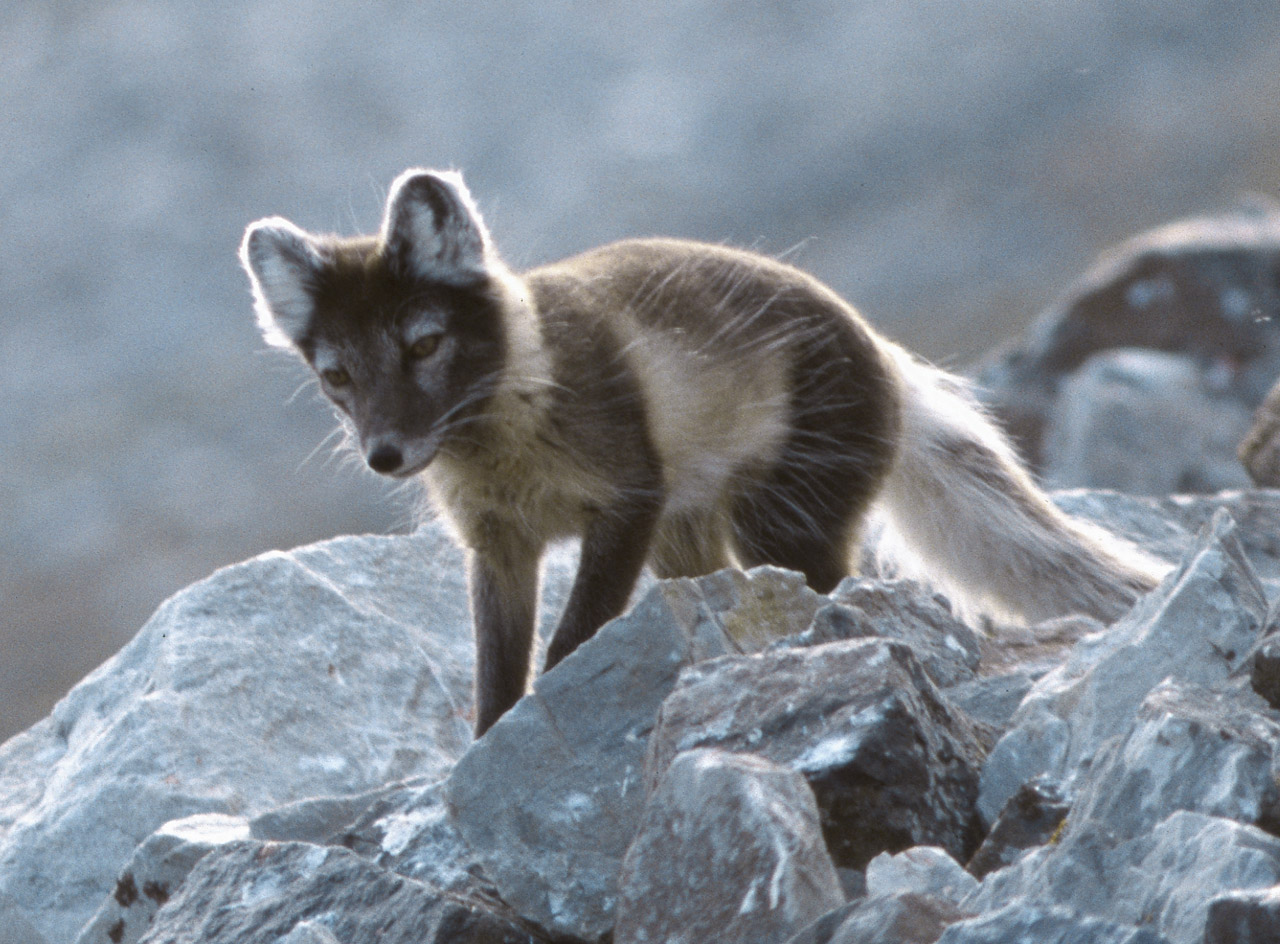
L'hàbitat de la guineu àrtica es troba en les zones elevades de la part continental, així com a Svalbard.

El nombre total d'espècies inclou 16.000 espècies d'insectes (probablement encara n'hi ha 4.000 més que no s'han descrit), 20.000 espècies d'algues, 1.800 espècies de líquens, 1.050 espècies de molses, 2.800 espècies de plantes vasculars, fins a 7.000 espècies de fongs, 450 espècies d'aus (250 de les quals que nien a Noruega), 90 espècies de mamífers, 45 espècies de peixos d'aigua dolça, 150 espècies de peixos d'aigua salada, 1.000 espècies d'invertebrats d'aigua dolça, i 3.500 espècies d'invertebrats d'aigua salada. Al voltant de 40.000 d'aquestes espècies han estat descrites per la ciència. La Llista Vermella de 2010 inclou 4.599 espècies.

Els esculls de corall d'aigua freda es troben a l'Skagerak i a la costa sud de Noruega.

Hi ha disset espècies que estan en perill d'extinció a escala mundial, com ara el castor europeu, encara que la població a Noruega no es troba en perill d'extinció. El nombre d'espècies amenaçades o gairebé amenaçades és de 3,682; que inclou 418 espècies de fongs, molts dels quals estan estretament associats amb les petites àrees restants de boscos d'edat madura, 36 espècies d'aus i 16 espècies de mamífers. El 2010, 2.398 espècies van ser llistades com en perill o vulnerables; d'aquestes 1.250 eren classificades com a vulnerables (VU), 871 en perill d'extinció (EN), i 276 espècies en perill crític (CR), entre els quals hi havia el llop gris i la guineu àrtica (població sana a Svalbard).
El depredador més important en aigües noruegues és el catxalot, i el peix més gran és el tauró pelegrí. El depredador terrestre més gran és l'ós blanc, mentre que l'os bru és el depredador més gran en la part continental noruega. L'animal terrestre més gran en el continent és l'ant. L'ant és conegut a Noruega per la seva grandària i força i, sovint se l'anomena Skogens Konge, "rei de la selva".

### Medi ambient
En tot Noruega s'hi poden trobar impressionants i espectaculars paisatges. La costa occidental del sud de Noruega i la costa septentrional del país presenten alguns dels paisatges costaners més visualment impressionants del món. National Geographic ha enumerat els fiords noruecs com la principal atracció turística del món. L'Índex d'Acompliment Ambiental de 2014 va situar Noruega al desè lloc, amb la base de l'acompliment ambiental de les polítiques del país. Noruega també ha sigut el primer país del món en aprovar una prohibició contra la desforestació, que consistirà en evitar tots els productes de la seva cadena de subministrament que contribueixin a la tala d'arbres.

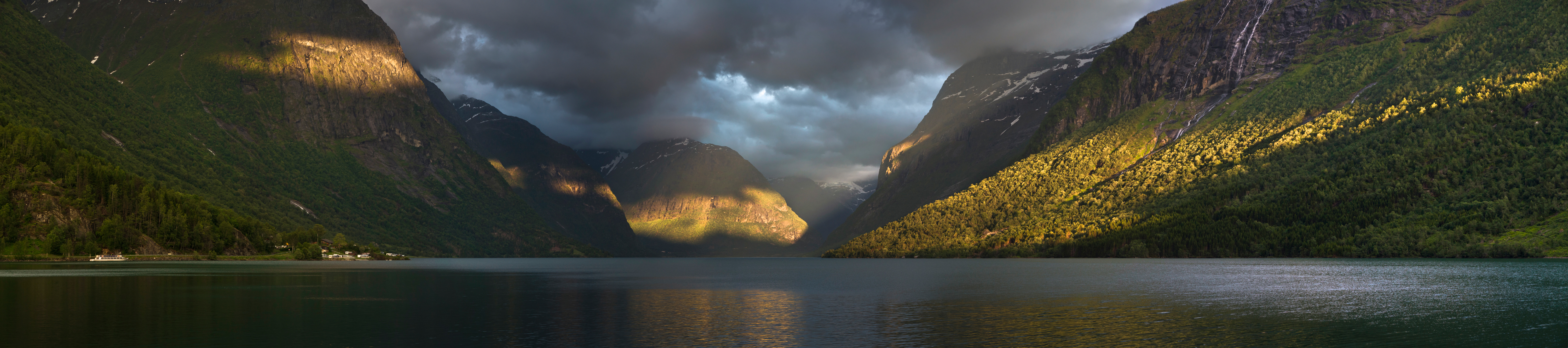
Un capvespre d'estiu vist des de Sande davant del Lovatnet, a Stryn, Sogn og Fjordane, el 2013.

## Política i govern

### Estructura de govern

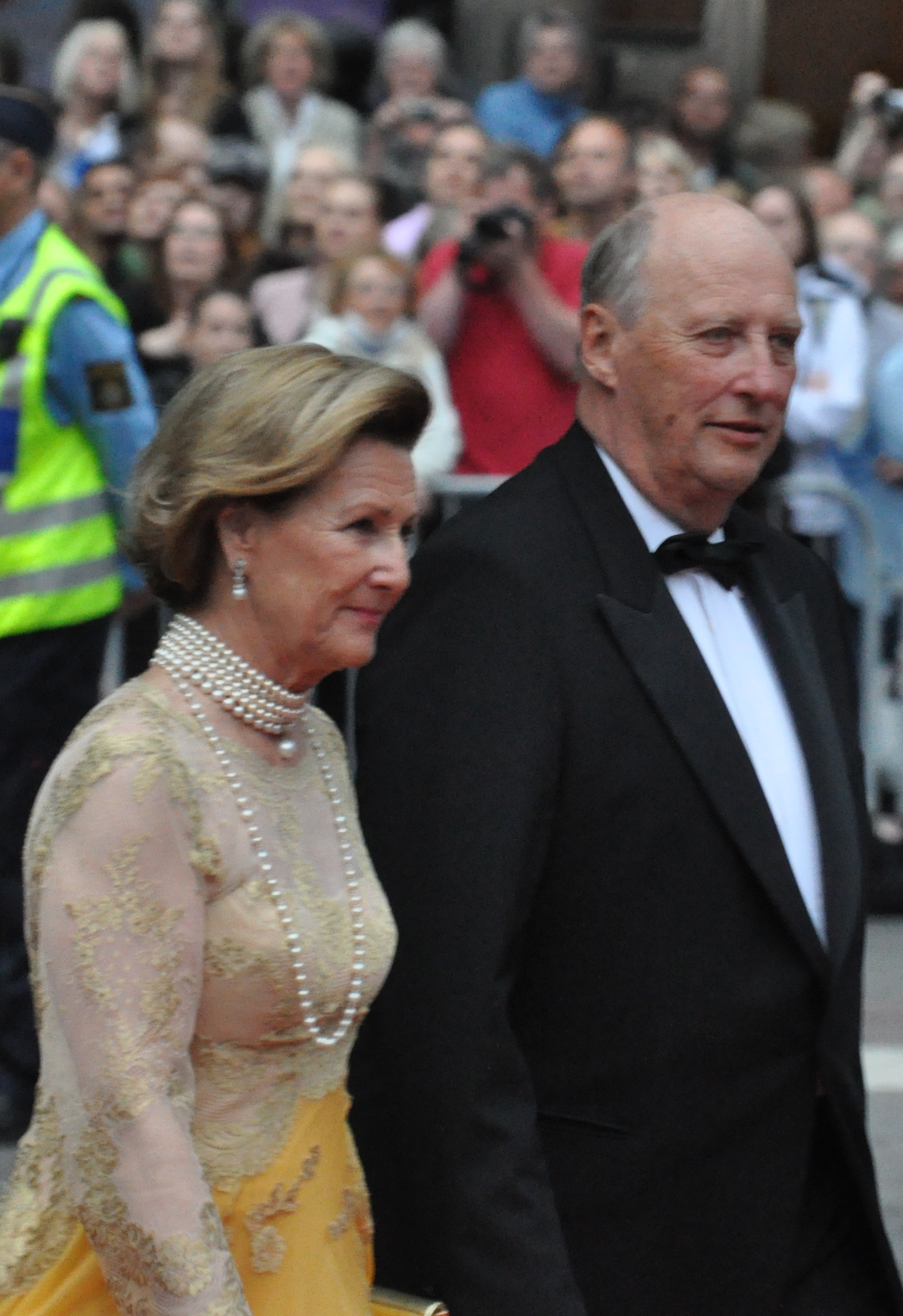
Els Reis Harald V i Sònia de Noruega, que regnen des de 1991.

La constitució de Noruega, promulgada el 1814 i esmenada en diverses ocasions, és la segona constitució escrita i encara vigent més antiga del món. Es va fonamentar en els principis de la sobirania del poble, la separació de poders i els drets humans. La constitució estableix tres branques diferenciades de govern:
- la branca legislativa ostentada pel parlament noruec, el Storting
- el poder executiu és ostentat pel rei de Noruega en el Consell
- la judicatura està integrada per les corts supremes i les corts subordinades, i en la Cort d'Impugnació (Riksretten).

Amb la introducció del sistema parlamentari de govern, el 1884, les responsabilitats del monarca són sobretot representatives i cerimonials. El monarca és el cap d'Estat, encarregat d'inaugurar la legislatura de l'Storting, i té la facultat de dissoldre i instaurar governs. A més presideix les reunions del Consell d'Estat, és el comandant en cap de les Forces de Defensa Noruegues. També és el cap nominal o Alt Protector de l'Església de Noruega. Conserva les prerrogatives d'atorgar indults als presoners i de declarar la guerra. La continuïtat de la monarquia noruega és única: després de la independència del país, el 1905, es va convocar un referèndum en què electorat havia de decidir si volia l'establiment d'una monarquia o una república. Tot i que només els homes podien votar aleshores, les dones també van organitzar peticions. Tant al referèndum com a les peticions, la majoria va afavorir la monarquia.

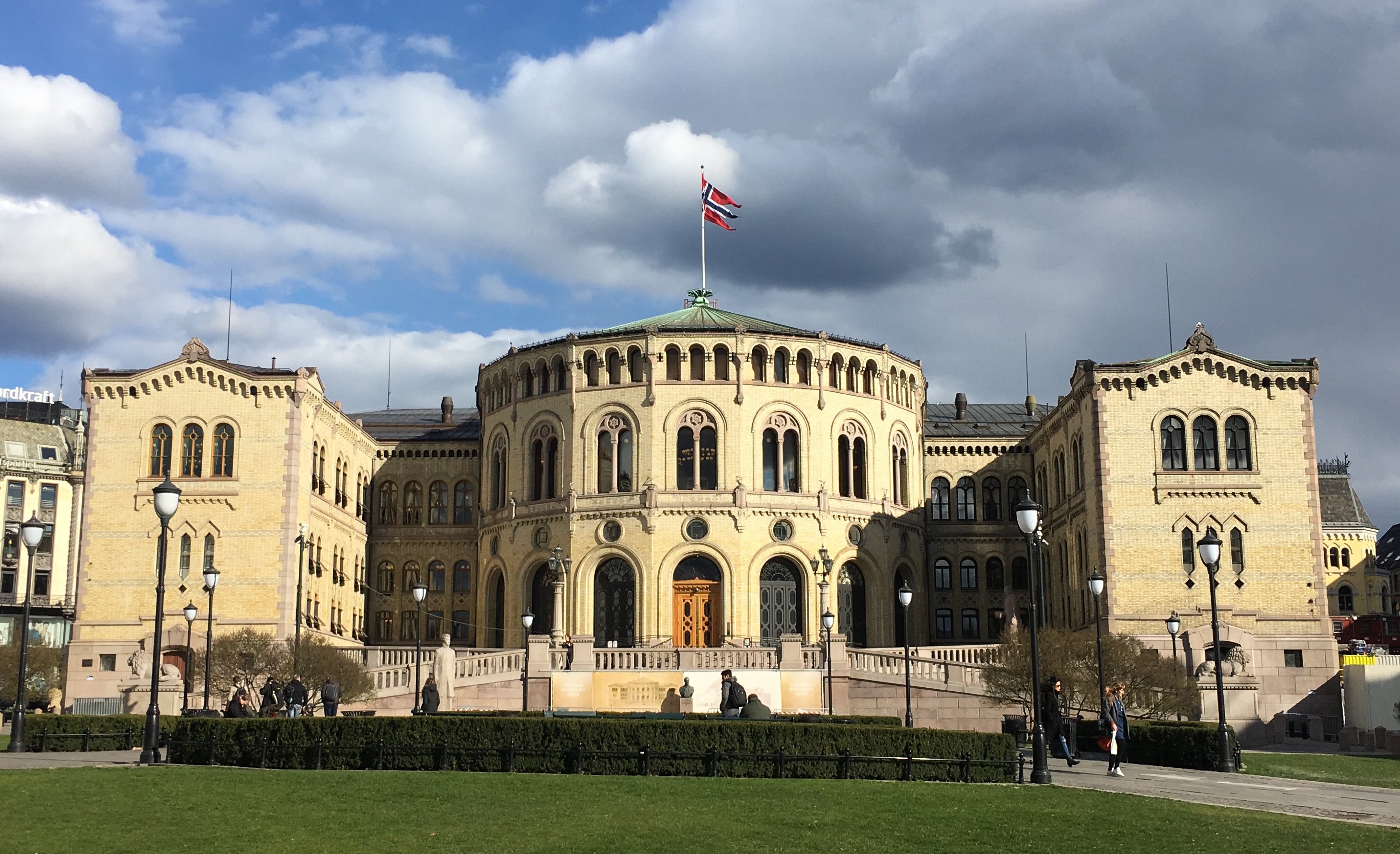
Seu de l'Stortinget, el parlament noruec

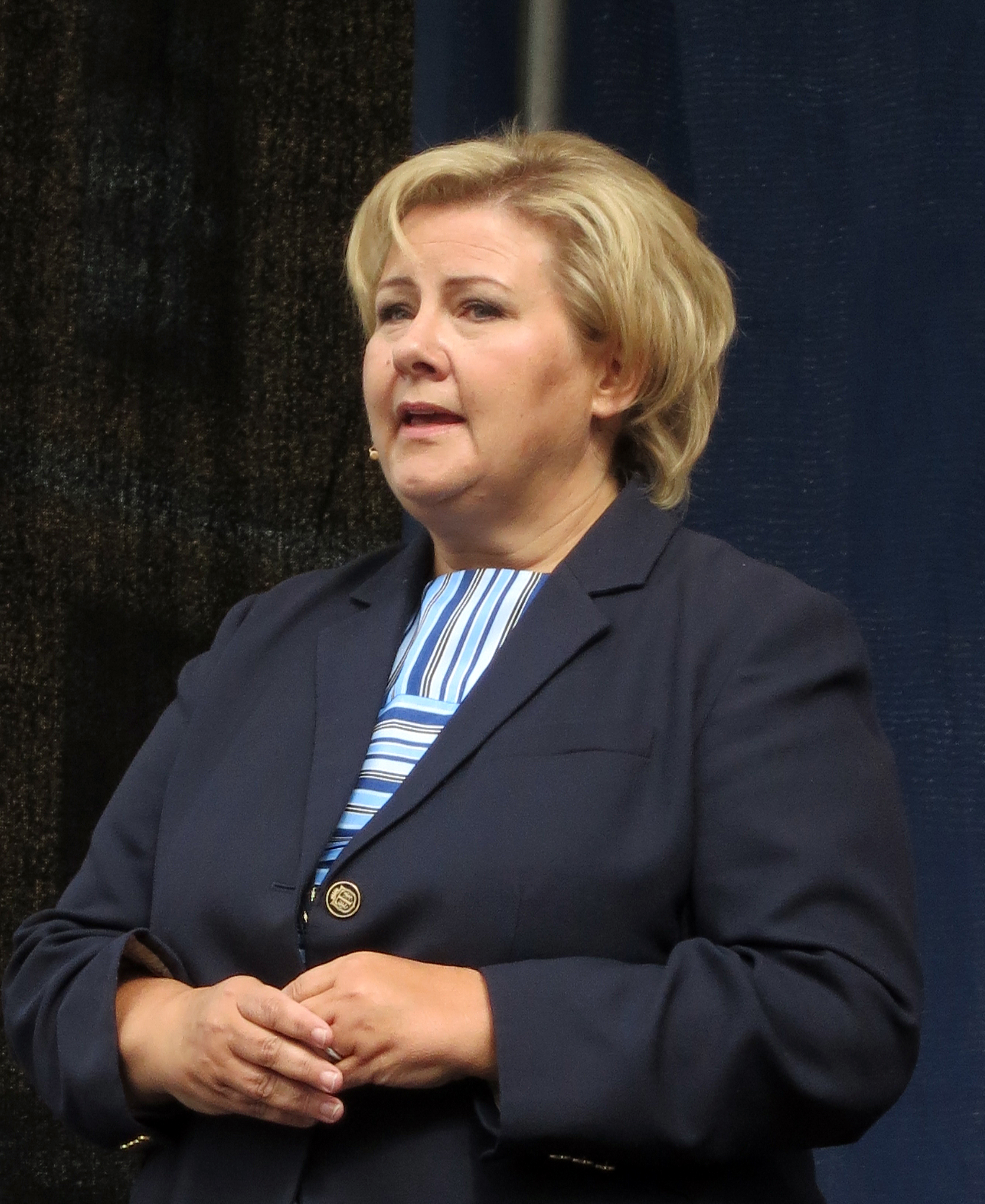
La primera ministra 2013–14.10.2021 de Noruega, Erna Solberg.

El Consell d'Estat està integrat pel primer ministre, el qual és el cap de govern i altres ministres, anomenats formalment pel Rei. Amb la introducció del parlamentarisme, el Consell d'Estat ha de conservar la confiança de l'Storting, i la designació del rei és només una formalitat quan hi ha una majoria clara en el parlament d'un partit o coalició de partits. Quan no hi ha cap majoria clara, el líder del partit amb majors possibilitats de formar un govern és designat com a primer ministre pel Rei. Per a formar el govern, més de la meitat dels membres del Consell d'Estat han de pertànyer a l'Església de Noruega. Només els membres de l'Església de Noruega dins el Consell poden debatre els temes relacionats amb l'Església, com ara la designació d'un bisbe.
El parlament noruec és l'Storting (o Stortinget), que vol dir la "Gran Assemblea". Actualment està integrat per 169 membres, 150 dels quals s'elegeixen d'entre els 19 comtats per períodes de quatre anys, segons el sistema de representació proporcional. Els altres 19 conformen seients d'ajustament designats a nivell nacional per fer que la representació parlamentària pugui correspondre's millor amb el vot popular. El llindar de vots per a guanyar un d'aquests escons és del quatre per cent. L'Storting és un cos unicameral qualificat. Després de les eleccions l'Storting mateix elegeix un quart dels seus membres per a conformar el Lagting, un tipus de cambra alta, i la resta conforma l'Odelsting, la cambra baixa. Quan és necessari, l'Storting es divideix en aquestes dues cambres per aprovar lleis.

### Afers exteriors i defensa
Noruega és membre fundador de les Nacions Unides, de l'OTAN i del Consell d'Europa. L'electorat noruec ha rebutjat en dues ocasions integrar-se a la Unió Europea (UE). Moltes de les lleis de la UE, tanmateix, també s'han implementat a Noruega, ja que és membre de l'Àrea Econòmica Europea (AEE), per mitjà de la qual Noruega té accés al mercat intern de la UE.

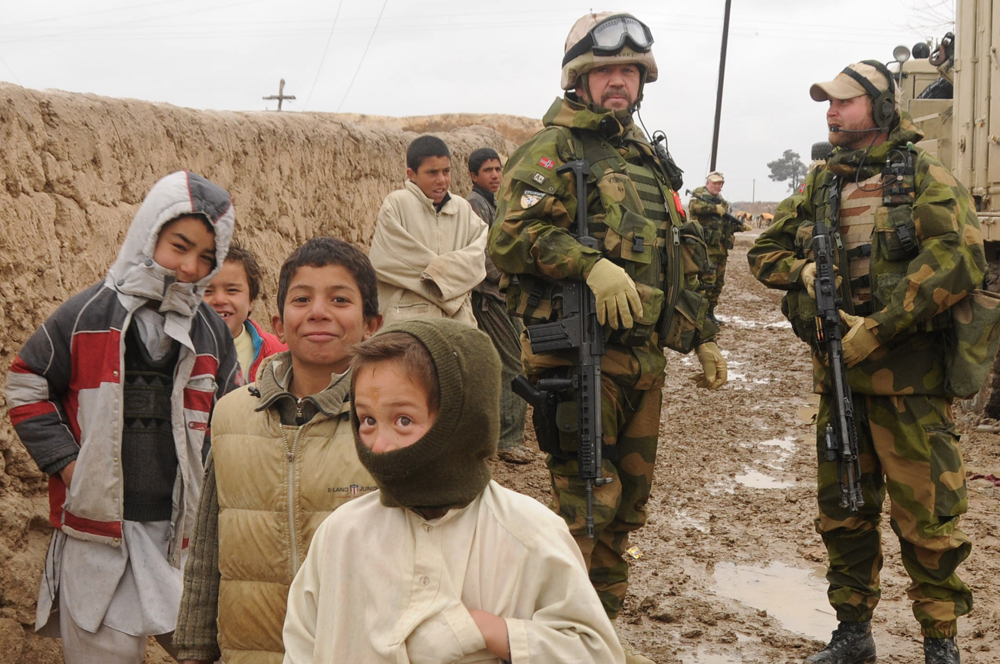
Soldats noruecs a l'Afganistan en el marc de l'ISAF

Les Forces de Defensa de Noruega compten, aproximadament, amb 17.000 persones, de les quals unes 11.850 corresponen a personal militar. Segons els plans del 2009, la xifra de personal militar en plena mobilització és de 83.000 efectius. Noruega té un sistema de conscripció (d'entre 6 i 12 mesos d'entrenament); essent, l'any 2013, el primer país d'Europa i l'OTAN on el reclutament és tant per dones com homes. No obstant, a causa la menor necessitat de reclutes després de la fi Guerra Freda amb l'enfonsament de la Unió Soviètica, poca gent ha de servir si no està motivada. Les Forces de Defensa estan subordinades al Ministeri de defensa. El seu Comandant en Cap és el rei Harald V, i estant subdividides en 5 branques: l'Exèrcit, Marina, Força Aèria i Ciberdefensa i Guàrdia Nacional.
En resposta a la seva derrota per part d'Alemanya el 1940, Noruega fou un dels membres fundadors de l'OTAN, el 4 d'abril de 1949. Actualment Noruega contribueix a la ISAF (International Security Assistance Force), així com d'altres missions sota les Nacions Unides a Mali, l'Iraq i al Sudan.

### Divisió administrativa
Noruega, com a estat unitari, es divideix en 15 comtats administratius de primer nivell (fylke). Els comtats són administrats a través d'assemblees que són elegides directament pels ciutadans, que trien el governador del comtat. A més, el Rei i el govern estan representats en cada comtat per un fylkesmann, que actua eficaçment com a governador. Com a tal, el Govern està representat directament a escala local a través de les oficines dels Governadors del Comtat. Els comtats són després subdividits en 357 (01.01.2024) municipis de segon nivell (kommunar), que al seu torn són administrats pel consell municipal elegit directament, encapçalats per un alcalde i un petit gabinet executiu. La capital, Oslo, és considerada tant un comtat com un municipi.
Noruega té dos territoris d'ultramar integrals: Jan Mayen i Svalbard, dels quals només l'últim té població permanent. També posseeix tres dependències antàrtiques: l'illa Bouvet, l'illa de Pere I i la Terra de la Reina Maud. En la majoria dels mapes no figurava aquesta última àrea fins al 12 de juny de 2015, quan Noruega es va annexionar formalment aquest territori.
Hi ha 96 localitats amb estatus de "ciutat" a Noruega. En la majoria dels casos, aquestes ciutats són coextensives amb llurs respectius municipis, és a dir, comparteixen les mateixes fronteres. Sovint, els municipis noruecs inclouen àrees no urbanes; per exemple, el municipi d'Oslo conté boscos extensos localitzats al sud-est de la ciutat, i més de la meitat del municipi de Bergen són àrees muntanyoses.
Els comtats, territoris d'ultramar i dependències de Noruega són:

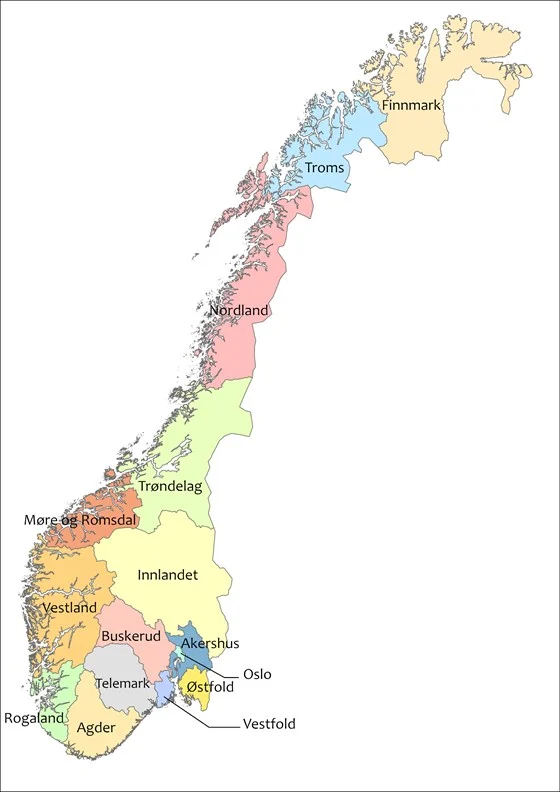
15 Comtats de Noruega 2024

| Territoris d'ultramar i dependències de Noruega                                     | Territoris d'ultramar i dependències de Noruega |
| ----------------------------------------------------------------------------------- | ----------------------------------------------- |
| Número                                                                              |                                                 |
| 1. Svalbard 2. Jan Mayen 3. illa Bouvet 4. Illa de Pere I 5. Terra de la Reina Maud |                                                 |

| Número | Comtats 2024    | Capital del Comtat |
| ------ | --------------- | ------------------ |
| 3      | Oslo            | Oslo               |
| 11     | Rogaland        | Stavanger          |
| 15     | Møre og Romsdal | Molde              |
| 18     | Nordland        | Bodø               |
| 31     | Østfold         | Sarpsborg          |
| 32     | Akershus        | Oslo               |
| 33     | Buskerud        | Drammen            |
| 34     | Innlandet       | Hamar              |
| 39     | Vestfold        | Tønsberg           |
| 40     | Telemark        | Skien              |
| 42     | Agder           | Kristiansand       |
| 46     | Vestland        | Bergen             |
| 50     | Trøndelag       | Steinkjer          |
| 55     | Troms           | Tromsø             |
| 56     | Finnmark        | Vadsø              |

| Comtats de Noruega 2017 | Comtats de Noruega 2017 |
| --- | ----------------------- |
| Número | Norway counties.svg     |
| 1. Østfold 2. Akershus 3. Oslo 4. Hedmark 5. Oppland 6. Buskerud 7. Vestfold 8. Telemark 9. Aust-Agder 10. Vest-Agder 11. Rogaland 12. Hordaland 13. Sogn og Fjordane 14. Møre og Romsdal 15. Trøndelag 16. Nordland 17. Troms 18. Finnmark | Norway counties.svg     |

## Economia

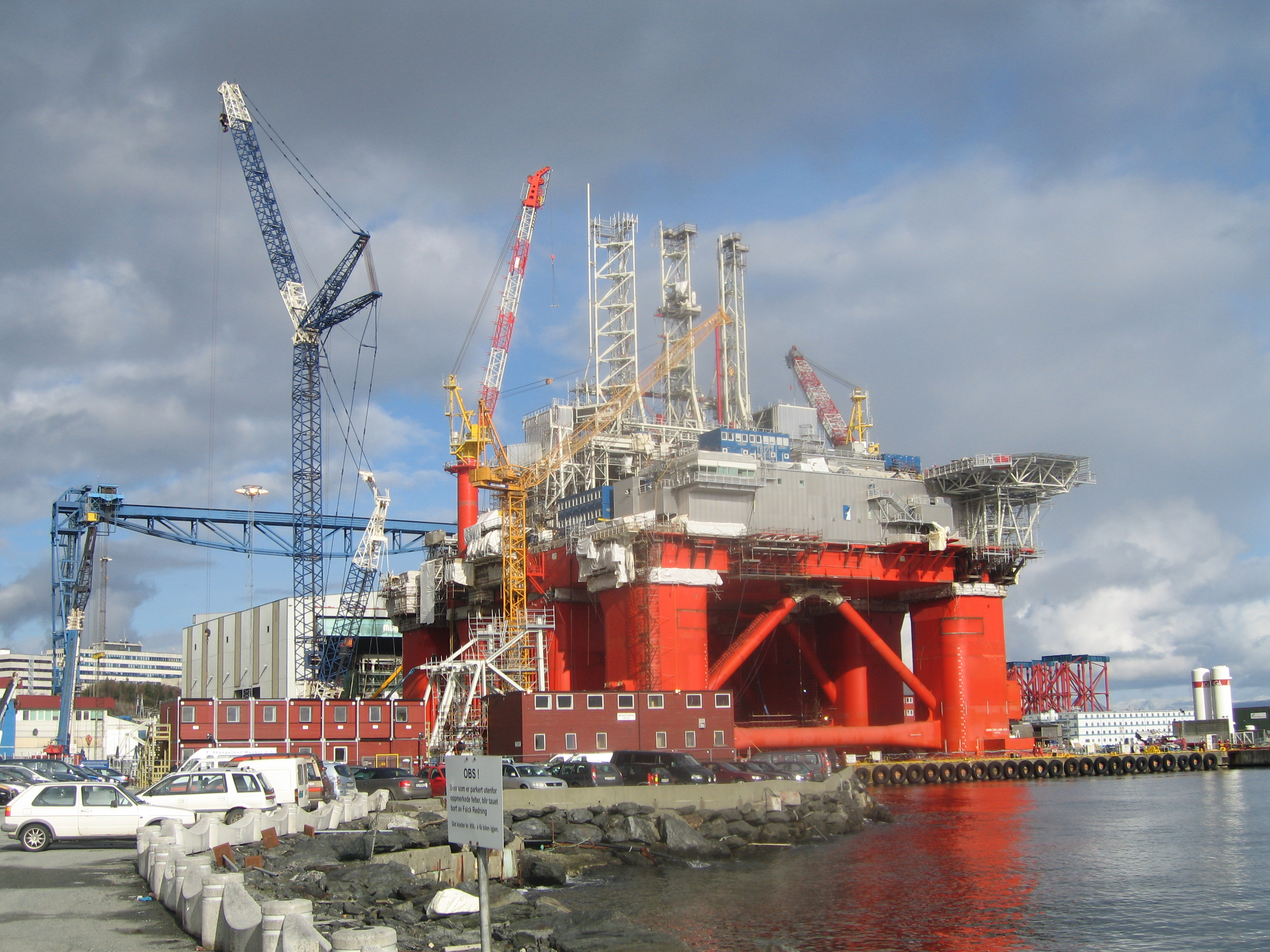
Noruega és un dels líders mundials de la tecnologia petroliera

Noruega té una economia rica i pròspera basada en el capitalisme del benestar social. Conté nombrosos recursos naturals, i és, de fet, altament depenent del sector petrolier que representa la meitat del valor de les exportacions i més del 30% de la renda de l'Estat. Els noruecs gaudeixen del segon producte interior brut nominal per capita més alt del món, després de Luxemburg, i el tercer en paritat de poder adquisitiu. Noruega manté la primera posició del món en el seu índex de desenvolupament humà (IDH) des del 2014. L'economia noruega és un exemple d'economia mixta, una combinació de mercat lliure, així com la propietat de l'Estat en alguns sectors claus, com ara el sector petrolier (StatoilHydro), la producció d'energia hidràulica (Statkraft), la producció d'alumini (Norks-Hydro), el banc noruec més gran (DnB NOR), i un proveïdor de telecomunicacions (Telenor).
En els referèndums de 1972 i 1994, Noruega va rebutjar el seu ingrés a la Unió Europea (UE). No obstant això, Noruega, amb Islàndia i Liechtenstein, participa en el mercat comú de la UE mitjançant l'Àrea Econòmica Europea. El tractat de l'Àrea Economia Europea entre els estats membres de la Unió Europea i els Estats de l'Associació Europea de Lliure Comerç (AELC) descriu els procediments per a implementar les regles de la Unió Europea a Noruega i els altres països de l'associació, per la qual cosa, Noruega està altament integrada a la majoria dels sectors del mercat intern de la Unió. Tanmateix, altres sectors, en especial l'agricultura, el sector petrolier i la pesca, no han estat inclosos en el tractat. Noruega també pertany a l'Acord de Schengen, així com a altres acords intergovernamentals entre la UE i els estats membres.

Zones econòmiques exclusives de Noruega.

A Noruega la televisió oberta és totalment pública i de l'Estat -no està permesa la televisió privada en canals oberts- així com les comunicacions com Internet, la ràdio o els trens, que pertanyen a l'Estat. Així mateix, l'educació també és controlada per l'Estat i totalment gratuïta a tots els nivells, amb molt poques escoles privades. En total, el govern controla el 31,6% de les empreses que cotitzen en borsa i és habitual que tingui alguna participació en la resta.
El creixement econòmic va millorar el 2000 fins al 2,7%, comparat amb el molt més pobre 0,8% de 1999, però va tornar a caure al 1,3% el 2001. El govern va avançar cap a la privatització el 2000, en vendre un terç de l'empresa de petroli Statoil, fins aleshores totalment estatal.
Encara que possiblement els noruecs tenen la qualitat de vida més alta del món, comencen a preocupar-se, ja que s'estima que d'aquí a les dues pròximes dècades el petroli començarà a escassejar. En conseqüència Noruega ha estat guardant el seu superàvit pressupostari impulsat pel petroli en un fons estatal del petroli (fons sobirà), amb uns actius estimats -en el primer trimestre de 2014- en uns 830.000 milions de dòlars americans. Aquest fons s'inverteix en deute sobirà d'altres països i en empreses de tot el món, excepte en aquelles dedicades a la producció de material bèl·lic.
| Exportacions a | Exportacions a | Importacions de | Importacions de |
| País           | Percentatge    | País            | Percentatge     |
| -------------- | -------------- | --------------- | --------------- |
| Regne Unit     | 25.5 %         | Suècia          | 13.6 %          |
| Alemanya       | 12.6 %         | Alemanya        | 12.8 %          |
| Països Baixos  | 9.9 %          | Regne Unit      | 6.8 %           |
| França         | 9.1 %          | Dinamarca       | 7.2 %           |
| Estats Units   | 6.7 %          | Estats Units    | 5.0 %           |
| Altres         | 36.2 %         | Altres          | 54.6 %          |

### Turisme

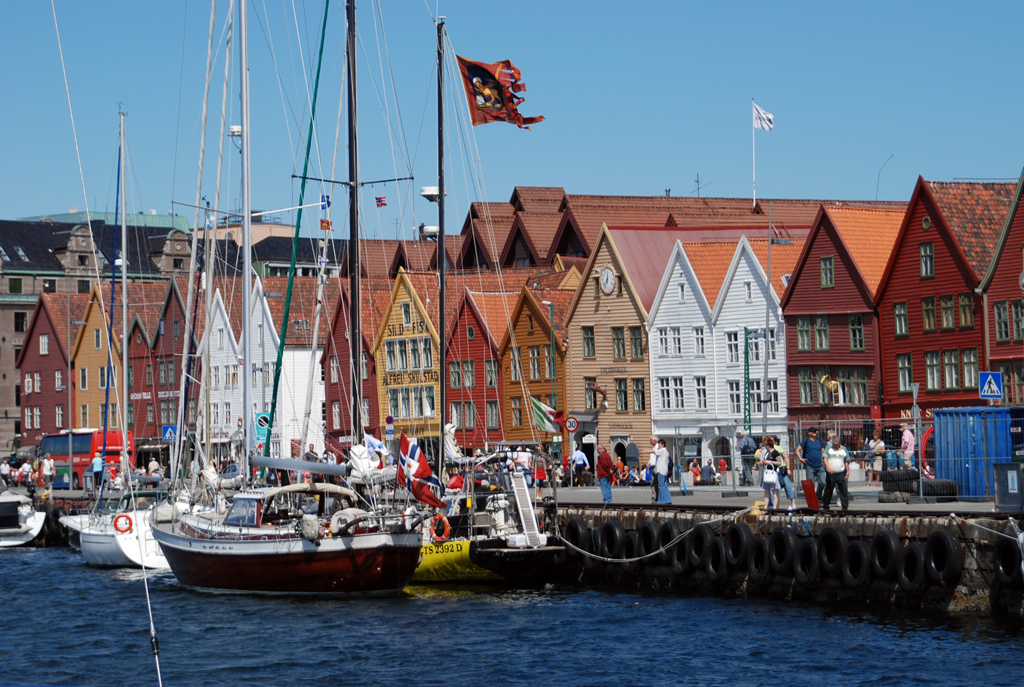
Bryggen, a Bergen, és Patrimoni de la Humanitat.

D'Oslo en destaca el Palau Reial, el parc de Vigeland, l'ajuntament, el museu de vaixells vikings, els mercats de les zones del port, les pintures d'Edvard Munch i els trampolins d'esquí d'Holmenkollen, on es van celebrar els Jocs Olímpics d'Hivern de 1952.
El barri de Bryggen, a la ciutat de Bergen, és Patrimoni de la Humanitat. Una altra ciutat d'importància turística és Trondheim, on destaquen la imponent catedral de Nidaros i les casetes a la riba del riu Nidelva. Però sens dubte, si hi ha alguna cosa famosa a Noruega són els fiords, impressionants formacions naturals esculpides durant centenars de milers d'anys per les glaceres i que ofereixen al visitant un espectacular paisatge ple de muntanyes, llacs, rius, arbredes i cascades que creen un els paisatges més colpidors del món. Són especialment coneguts els fiords de Sogne, Ålesund, Stavanger, Hellesylt, Geiranger, Vik, Trondheim, Romsdal i Oslo. Es poden explorar els fiords noruecs a bord d'algun dels creuers que transporten cada any a milers de passatgers de tot el món que venen fins a Noruega per admirar la bellesa d'aquests monuments naturals.

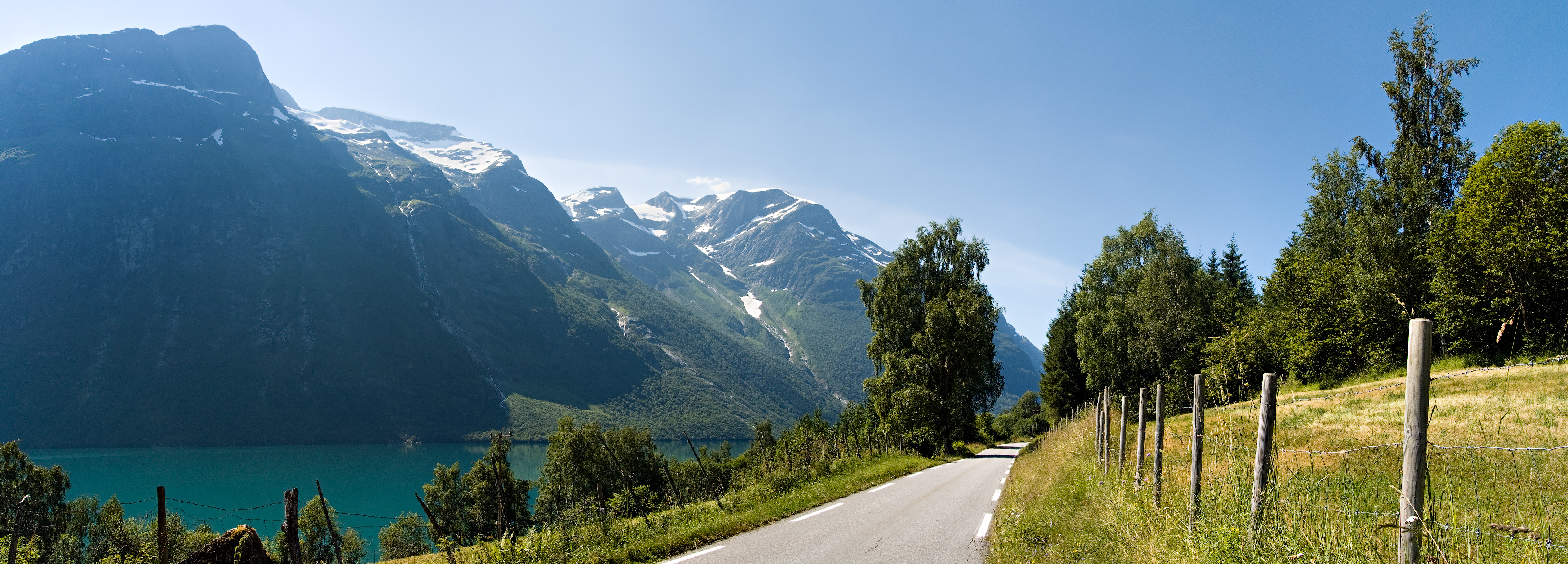
Loen, un petit poble en un fiord de Vestlandet, a l'oest del país.

## Demografia i societat
| Rang | Ascendència | Nombre |
| ---- | ----------- | ------ |
| 1    | Polònia     | 91,179 |
| 2    | Suècia      | 38,414 |
| 3    | Somàlia     | 35,912 |
| 4    | Lituània    | 35,546 |
| 5    | Pakistan    | 34,447 |
| 6    | Iraq        | 30,144 |
| 7    | Alemanya    | 26,683 |
| 8    | Vietnam     | 21,721 |
| 9    | Dinamarca   | 20,897 |
| 10   | Filipines   | 19,886 |

La població de Noruega el gener de 2017 és de 5.258.317 d'habitants. El país té una de les densitats de població més baixes d'Europa, de 15 persones per quilòmetre quadrat, però la meitat dels noruecs viuen al sud-est, el 75% viu a 16 km de la costa i el 80% en àrees urbanes. La taxa de creixement poblacional el 2009 era de 0,341%, i la taxa de natalitat és baixa, de 10,99 per 1.000 persones, i ha estat decreixent des de 1945. L'esperança de vida és una de les més altes del món.
Els noruecs són un poble homogeni d'origen germànic. La minoria més important són els samis, un poble d'origen finès que viu al centre i nord del país. A més, viuen petites comunitats minoritàries d'immigrants i llurs descendents, com ara americans, britànics, xilens, asiàtics, etc.
Particularment al segle xix, quan les condicions econòmiques eren difícils a Noruega, desenes de milers de persones van emigrar als Estats Units i al Canadà, on podrien treballar i comprar terres en les zones frontereres. Molts van anar a la regió central i nord-oest del Pacífic. El 2006, segons l'oficinal de cens dels Estats Units, van ser identificades gairebé 4,7 milions de persones com noruecs americans, més que la població total de Noruega d'aquell any. En el cens canadenc del 2011, 452,705 ciutadans canadencs van ser identificats d'ascendència noruega.
L'1 de gener de 2013, el nombre d'immigrants o fills de dos immigrants que resideixen a Noruega era de 710.465, o el 14,1% de la població total, enfront de 183.000 el 1992. La immigració anual ha augmentat des de l'any 2005. Mentre que la immigració neta anual el 2001 era de 13.613 persones, es va incrementar a 37.541 entre el 2006 i el 2010, i el 2011 la immigració neta era de 47.032 persones. Això és principalment a causa de l'augment de la immigració de residents de la UE, en particular de Polònia.

### Idiomes

Mapa de les varietats lingüístiques oficials als municipis noruecs. Els municipis de color gris són neutrals.
Nynorsk
Bokmål

El noruec és la llengua pròpia de Noruega, i té dues formes oficials d'escriure's, la bokmål i la nynorsk. Aquesta dualitat en l'escriptura és el resultat de les controvèrsies polítiques i culturals al pas del segle xix al segle xx, que van dur a la creació del nynorsk com a estàndard ortogràfic alternatiu. Ambdues s'utilitzen en l'administració pública, les escoles, les esglésies i els mitjans de comunicació, però la bokmål és utilitzada per la gran majoria, entre el 85 i el 90% dels noruecs. A prop del 95% de la població parla el noruec com a llengua nadiua, en diversos dialectes que poden variar significativament, tot i que són intel·ligibles. El noruec és molt similar a les altres llengües escandinaves, el suec i el danès. Totes tres són mútuament intel·ligibles i els habitants dels tres països en fan ús per comunicar-se. Com a resultat de la cooperació dins el Consell Nòrdic, els habitants dels països nòrdics, Islàndia i Finlàndia incloses, tenen el dret de comunicar-se amb les autoritats noruegues en llurs pròpies llengües.
Entre les llengües minoritàries parlades a Noruega hi destaquen les diverses llengües sami, parlades especialment al nord del país pels samis. Tots els noruecs tenen dret a rebre educació en llengua sami, sense importar on visquin, i a rebre comunicacions del govern en aquestes llengües. La minoria kven parla l'idioma kven o el finès. Ni les llengües sami ni el kven o el finès tenen relació amb el noruec, ja que pertanyen a una família lingüística -les llengües ugrofineses- completament diferent. Actualment, Noruega no compta amb una llengua de signes pròpia i oficial.

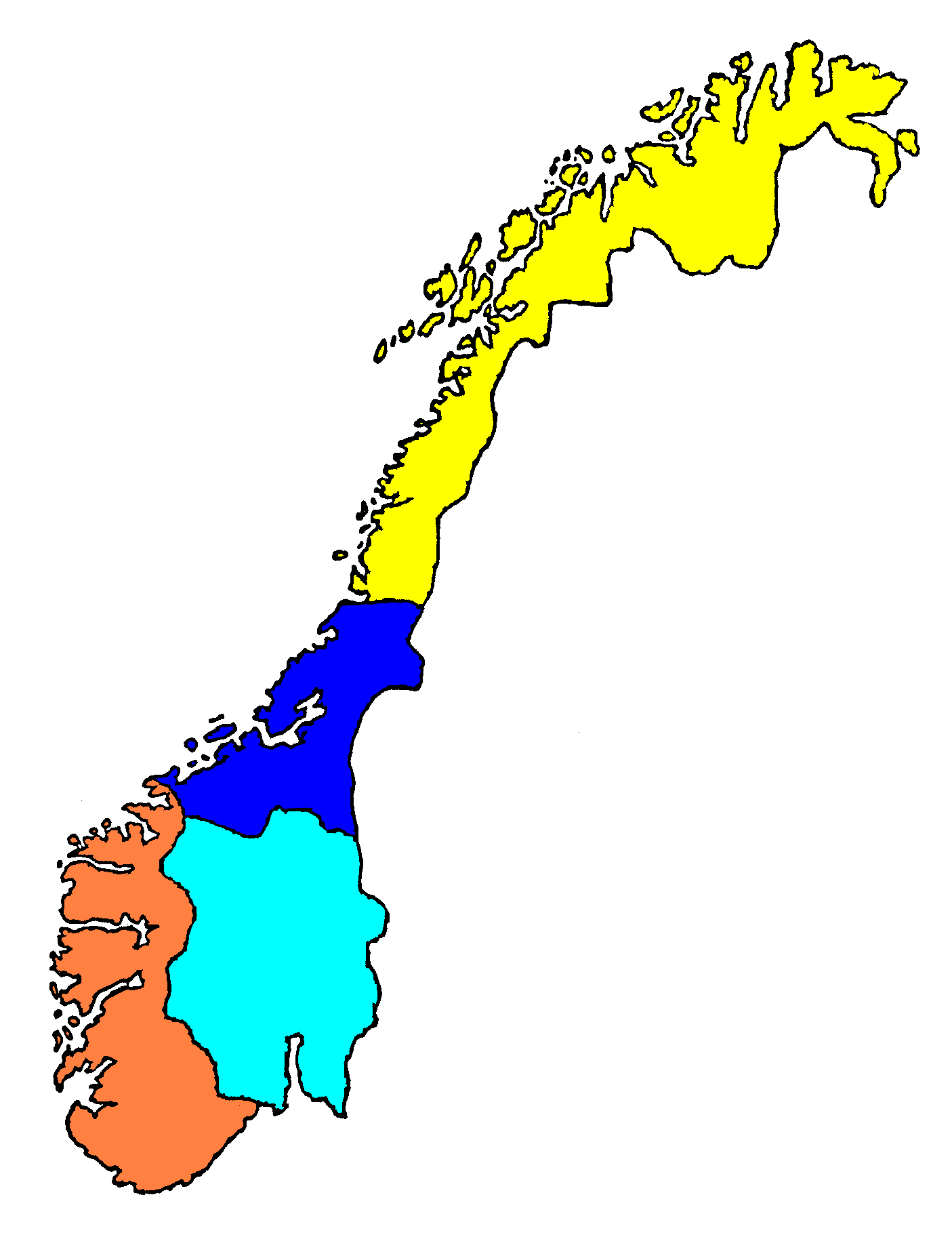
Distribució dels dialectes de la llengua noruega: septentrional (groc), de Trøndelag (blau marí), occidental (taronja) i oriental (blau clar).

Als estudiants noruecs fills d'immigrants se'ls anima a aprendre la llengua noruega. Igualment, el Govern ofereix cursos de l'idioma per a aquells immigrants que vulguin obtenir la ciutadania noruega. Noruega també destaca pel seu alt nivell d'alfabetització, en ser un dels 19 països del món que no té índexs d'analfabetisme.
L'anglès és la principal llengua estrangera ensenyada a les escoles primàries de Noruega. La majoria de la població el parla de forma fluïda, especialment els nascuts després de la Segona Guerra Mundial. L'alemany, el francès o el castellà són també habitualment ensenyats com a segona o tercera llengua. Altres idiomes com el rus, el japonès, l'italià, el llatí i rarament el xinès mandarí estan disponibles en algunes escoles, sobretot a les ciutats. Amb tot, l'anglès, l'alemany i el francès van ser considerats els principals idiomes estrangers a Noruega; per exemple, es van utilitzar en el passaport noruec fins a la dècada de 1990 i hi ha un dret pel qual els estudiants universitaris poden utilitzar aquests idiomes en presentar la seva tesi.

### Religió

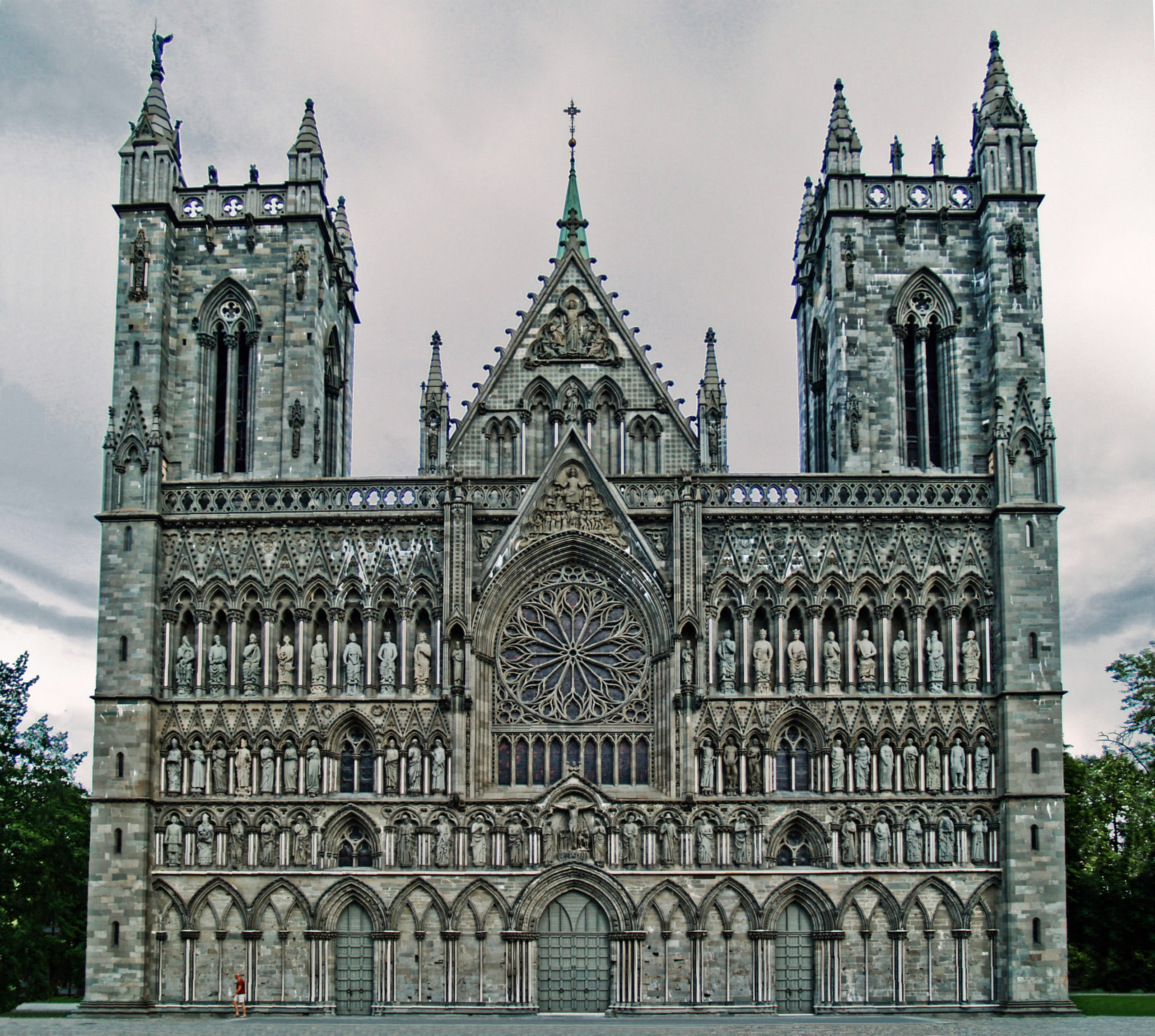
La Catedral de Nidaros a Trondheim

El 83% dels noruecs són membres de l'Església de Noruega, a la qual es registren en el baptisme. Tanmateix, només el 20% dels noruecs afirmen que la religió té un paper important en llurs vides, fent de Noruega, un dels països més seculars del món. Durant la dècada dels noranta, es va estimar que al voltant del 5% dels noruecs assistien a l'església setmanalment.
El 4,5% dels noruecs pertanyen a altres denominacions del cristianisme, entre les quals, l'Església Evangèlica Luterana Lliure de Noruega, l'Església Catòlica Romana, les congregacions baptistes i pentecostals, metodistes i adventistes. De les altres religions, l'islam és la més nombrosa, practicada per l'1,5% de la població, principalment pels immigrants somalis, àrabs, albanesos i turcs, i els noruecs d'ascendència pakistanesa.

## Cultura

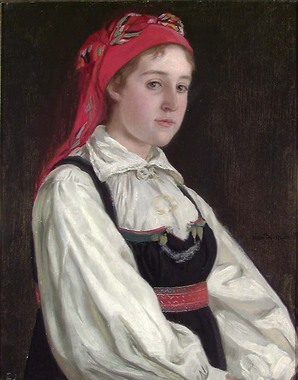
Vestit camperol tradicional noruec, conegut com folkedrakt.

La cultura agrícola noruega continua jugant un paper en la cultura contemporània d'aquest país. Al segle xviii inspirà un fort moviment nacionalista romàntic, que encara és visible en l'idioma noruec. Al segle xix la cultura noruega florí amb esforços nacionalistes per atènyer una identitat independent en les àrees de la literatura, l'art i la música.
Noruega ha estat un país progressista que ha adoptat polítiques i lleis a favor dels drets de les dones, de les minories i de la comunitat LGBT. Ja des del 1884, 171 dels polítics fundaren l'Associació Noruega per als Drets de les Dones. Aquesta associació feu campanya amb èxit pel dret a l'ensenyament, al sufragi femení i a la feina. Als anys 1970 la igualtat de gènere també fou important dins de les prioritats governamentals amb la fundació d'un organisme públic per promoure-la.
El 1990 Noruega fou el primer país a reconèixer la Convenció 169 de la OIT sobre pobles indígenes recomanada per les Nacions Unides. Respecte dels drets dels LGBT, Noruega fou el primer país a aplicar una legislació antidiscriminatòria protegint els drets dels homosexuals. El 1993 fou el segon país a legalitzar la unió civil per a les parelles del mateix sexe, i l'1 de gener del 2009 fou el sisè país a reconèixer el matrimoni homosexual.
Com a país promotor dels drets humans, Noruega organitza la conferència anual coneguda com a Oslo Freedom Forum, una reunió descrita pel setmanari britànic The Economist l'equivalent del Fòrum Econòmic de Davos en matèria de drets humans.
La separació Església-Estat succeí significativament més endavant a Noruega que a la resta d'Europa i encara no ha acabat. El 2012 el Parlament Noruec votà per donar més autonomia a l'Església de Noruega, una decisió que es confirmà en una esmena constitucional el 21 de maig del 2012.

### Literatura

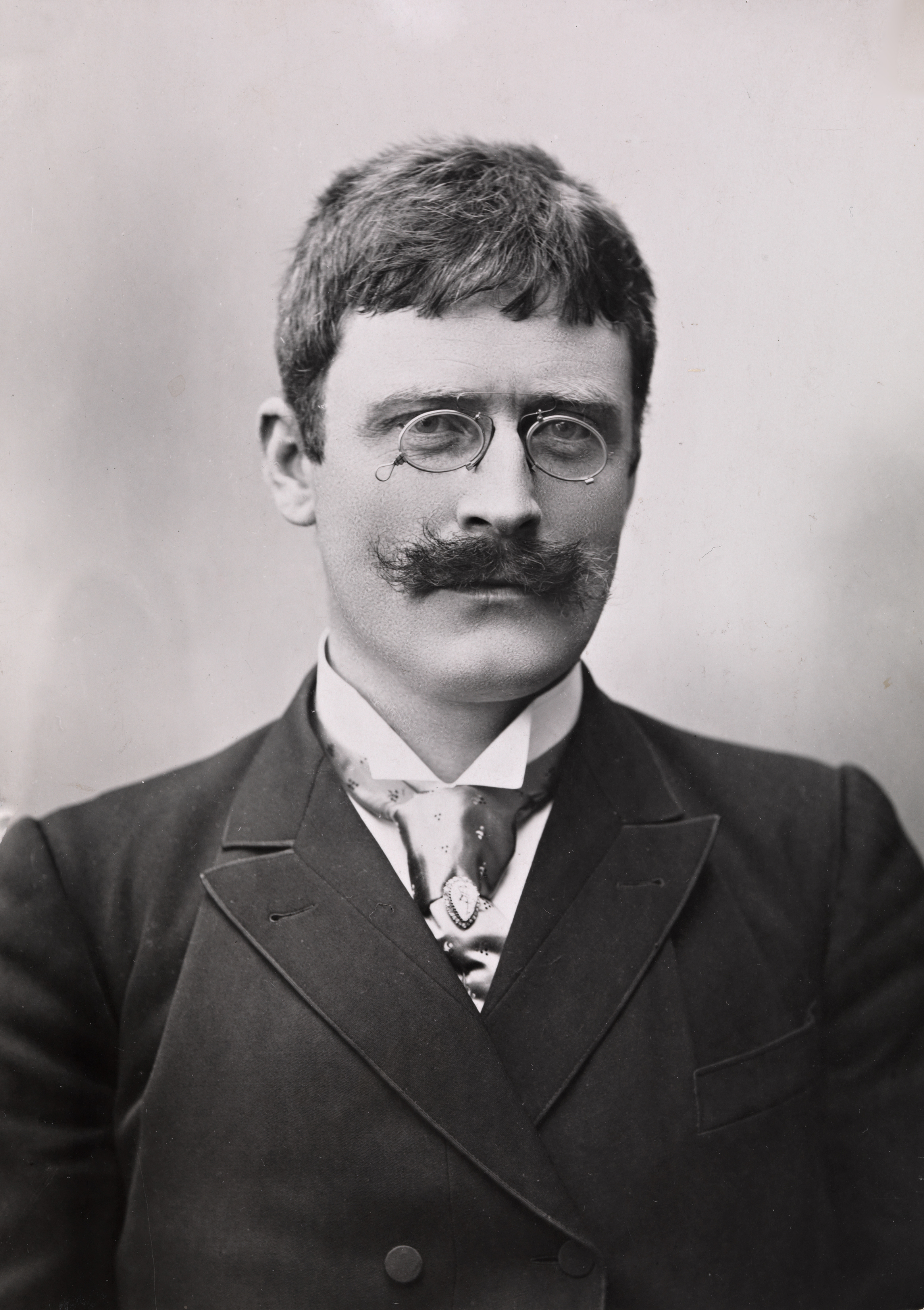
El novel·lista Knut Hamsun, que rebé el Premi Nobel de Literatura el 1920.

La història de la literatura noruega comença amb els poemes pagans de l'Edda poètica i els versos dels skalds dels segles IX i x, amb poetes com Bragi Boddason i Eyvindr skáldaspillir. L'arribada del cristianisme l'any 1000 posà els noruecs en contacte amb els avenços medievals de la rest d'Europa, l'hagiografia i la història escrita. En mesclar-se amb la tradició oral i amb la influència islandesa, marcà la literatura escrita del segle xii i de començaments del xiii. Algunes obres rellevants d'aquest període són Historia Norwegie, Llegenda de Teodoric i Konungs skuggsjá.
Durant la Unió Escandinava i la subseqüent unió amb Dinamarca hi hagué poca producció literària noruega, amb algunes notables excepcions com Petter Dass i Ludvig Holberg. En aquella època el govern imposà l'ús del danès escrit, la qual cosa implicà una disminució de la literatura escrita en noruec.

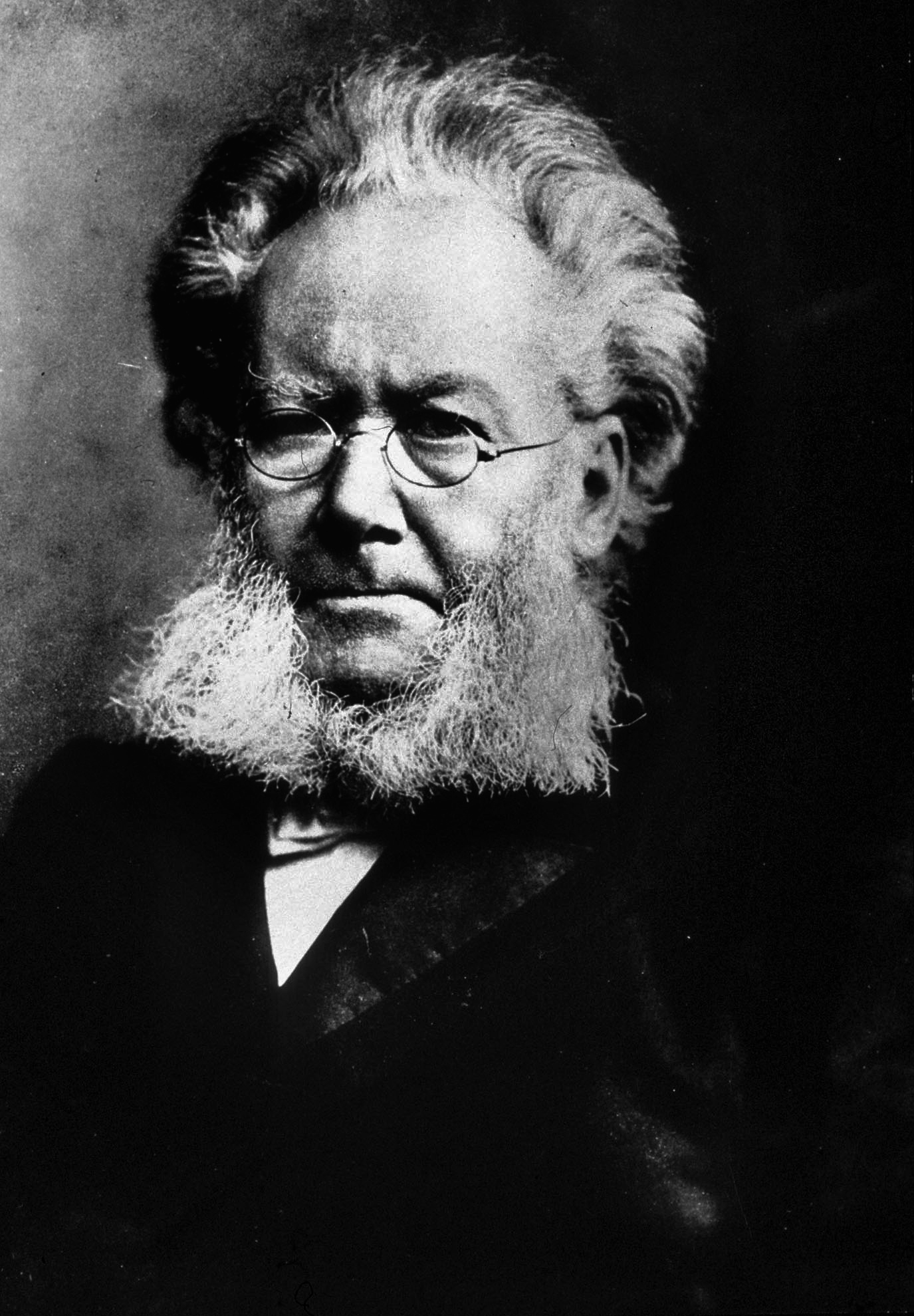
El dramaturg Henrik Ibsen, autor de Casa de nines.

Dos grans esdeveniments precipitaren un gran renaixement de la cultura noruega: el 1811 es fundà la Universitat a Oslo i, sota l'influx de les revolucions francesa i americana, els noruecs escrigueren la seva primera Constitució el 1814. Alguns noms que començaren a ser reconeguts nacionalment i internacional foren Henrik Wergeland, Peter Christen Asbjørnsen, Jørgen Moe i Camilla Collett.
A la darreria del segle xix, a l'edat d'or de la literatura noruega, sorgiren els autors coneguts com els «quatre grans»: Henrik Ibsen, Bjørnstjerne Bjørnson, Alexander Kielland i Jonas Lie. Les «novel·les de camperols» Bjørnson, com En glad gutt (Un noi feliç) i Synnøve Solbakken són típiques del nacionalisme romàntic d'aquella època. Les novel·les i contes de Kielland són sobretot naturalistes; tot i que realitzà aportacions importants al primer nacionalisme romàntic, Henrik Ibsen és més conegut pels seus drames realistes com L'ànec salvatge i Casa de nines, que causaren ressò a causa del seu retrat càndid de la classe mitjana, mostrada amb les seves infidelitats, els seus matrimonis infeliços i els seus homes de negocis corruptes.
Al segle xx, tres novel·listes noruecs reberen el Premi Nobel de Literatura: Bjørnstjerne Bjørnson el 1903, Knut Hamsun per La benedicció de la terra el 1920 i Sigrid Undset el 1928. També realitzaren contribucions importants Dag Solstad, Cora Sandel, Olav Duun, Olav H. Hauge, Gunvor Hofmo, Stein Mehren, Kjell Askildsen, Hans Herbjørnsrud, Aksel Sandemose, Bergljot Hobæk Haff, Jostein Gaarder, Erik Fosnes Hansen, Jens Bjørneboe, Kjartan Fløgstad, Lars Saabye Christensen, Johan Borgen, Herbjørg Wassmo, Jan Erik Vold, Rolf Jacobsen, Olaf Bull, Jan Kjærstad, Georg Johannesen, Tarjei Vesaas, Sigurd Hoel, Arnulf Øverland i Johan Falkberget. El 2023 Jon Fosse va ser guardonat amb el Premi Nobel de Literatura. La seva obra escrita en nynorsk, abasta una varietat de gèneres: novel·les, contes, poesia, llibres infantils, assaigs, traduccions i obres de teatre.

### Arquitectura

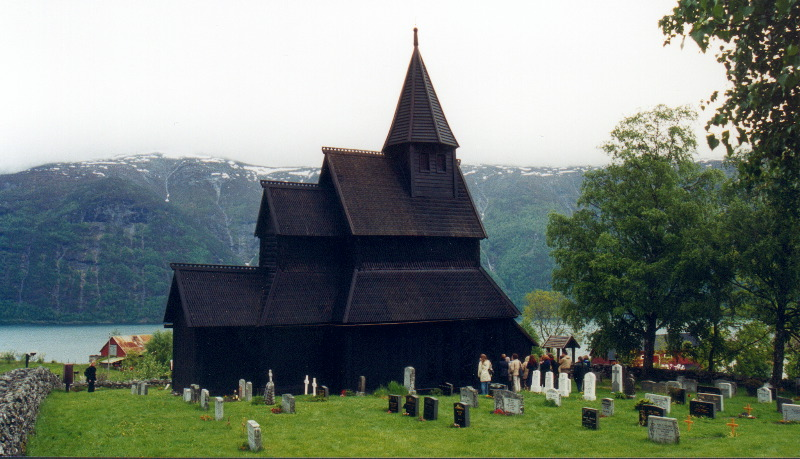
L'església de fusta d'Urnes, declarada Patrimoni de la Humanitat per la Unesco el 1979.

Gràcies als seus grans boscs, Noruega té una tradició de construir amb fusta. La majoria dels edificis d'interès estan fets de fusta, la qual cosa reflecteix el gran interès que aquest material continua tenint per als arquitectes i constructors.
Amb la conversió de Noruega al cristianisme fa un miler d'anys es començaren a construir esglésies. L'arquitectura amb pedra s'introduí des d'Europa per a les estructures més importants, començant amb la construcció de la catedral de Nidaros a Trondheim. A començaments de l'edat mitjana es construïren arreu del país les esglésies de fusta conegudes com a stavkirkes. Moltes d'elles han sobreviscut i representen la contribució més especial de Noruega a la història de l'arquitectura religiosa. Un bon exemple d'església de fusta és la d'Urnes, declarada Patrimoni de la Humanitat per la UNESCO el 1979. Un altre exemple notable d'arquitectura en fusta és el barri de Bryggen a Bergen (capital del comtat de Hordaland), en particular els seus estrets edificis de fusta alineats sobre el moll.

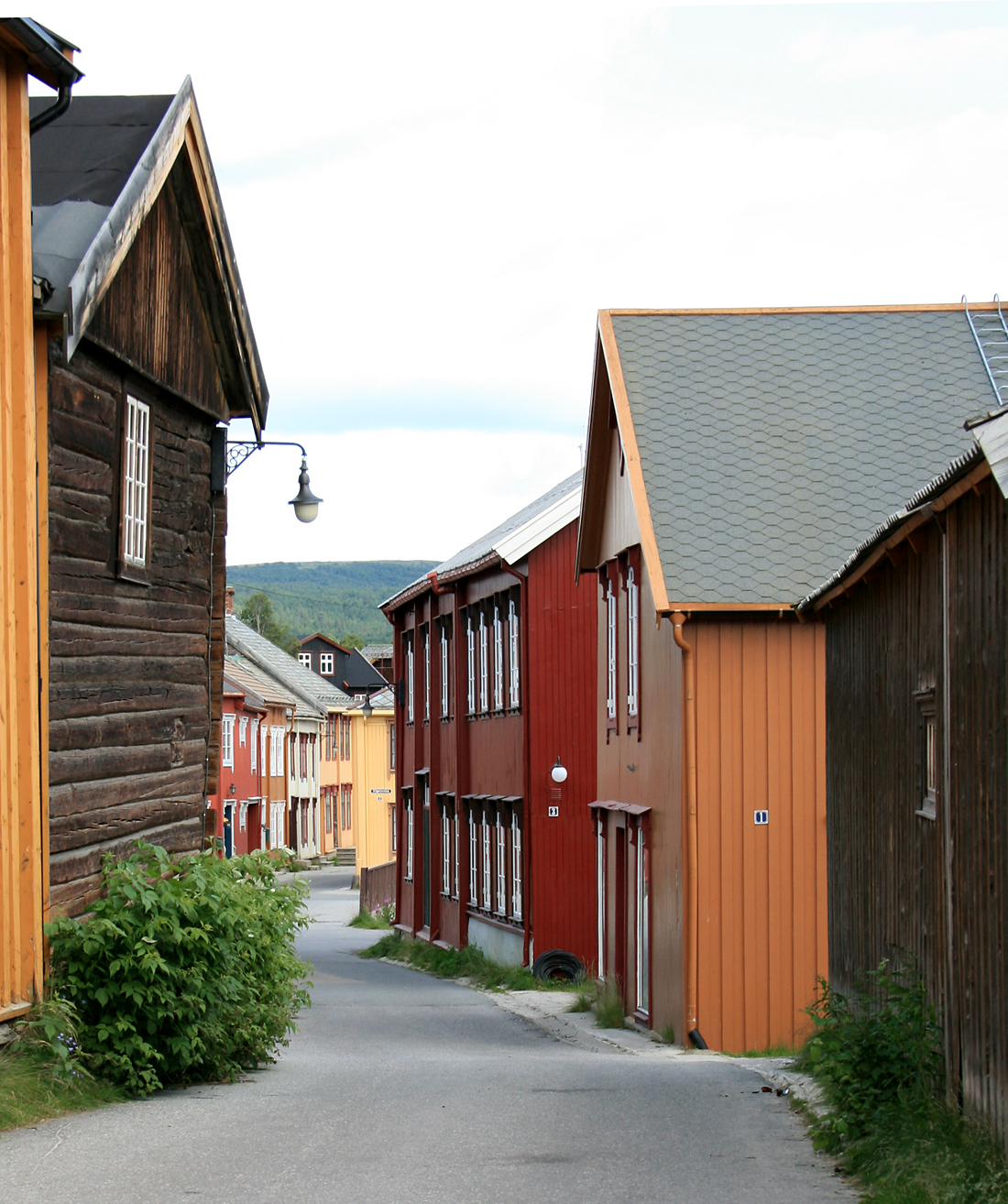
La ciutat de Røros, del, té carrers estrets i edificis de fusta d'aquell període.

Al segle xvii, sota la monarquia danesa, es fundaren ciutats i poblats com Kongsberg i Røros. La ciutat té una església d'estil barroc. Els edificis tradicionals de fusta construïts a Røros han sobreviscut.
Després de la dissolució de la unió de Dinamarca el 1814, Oslo passà a ser la capital de Noruega. L'arquitecte Christian H. Grosch dissenyà els primers edificis de la Universitat d'Oslo, la Borsa d'Oslo i molts altres edificis i esglésies d'aquell període.
A començaments del segle XX la ciutat d'Ålesund fou reconstruïda seguint l'estil Art Nouveau, influenciat per estils de França. Als anys 1930, quan estava en voga el funcionalisme, fou un període fèrtil per a l'arquitectura noruega. Només a les acaballes del segle xx els arquitectes noruecs aconseguiren fama mundial. Un dels principals edificis moderns de Noruega és el Parlament Lapó a Kárášjohka, dissenyat per Stein Halvorson i Christian Sundby.

## Història

### Prehistòria
Les troballes arqueològiques suggereixen que el territori de l'actual Noruega ha estat habitat des del desè mil·lenni aC, per pobles caçadors, i localitzats principalment a la costa i al nord. Al sud, per contra, els assentaments daten del 5000 aC. Durant l'època de l'Imperi Romà, els habitants començaren a comerciar amb els habitants de Gal·lia, per la qual cosa s'incrementaren els assentaments a Noruega. Els migrants germànics hi portaren l'alfabet germànic, una nova religió amb deus guerrers com ara Odin i Thor, i una llengua mare de les actuals llengües escandinaves. Els assentaments evolucionaren amb el temps fins a convertir-se al voltant del segle viii, en almenys vint-i-nou petits regnes a l'actual Noruega. Segons la tradició, Harald Hårfager (Cabellera Bella) els unificà el 872 dC, després de la batalla de Hafrsfjord a Stavanger, convertint-se en el primer rei d'una Noruega unificada. Tot i així, el reialme de Noruega era principalment un Estat meridional i costaner.

### L'era dels vikings

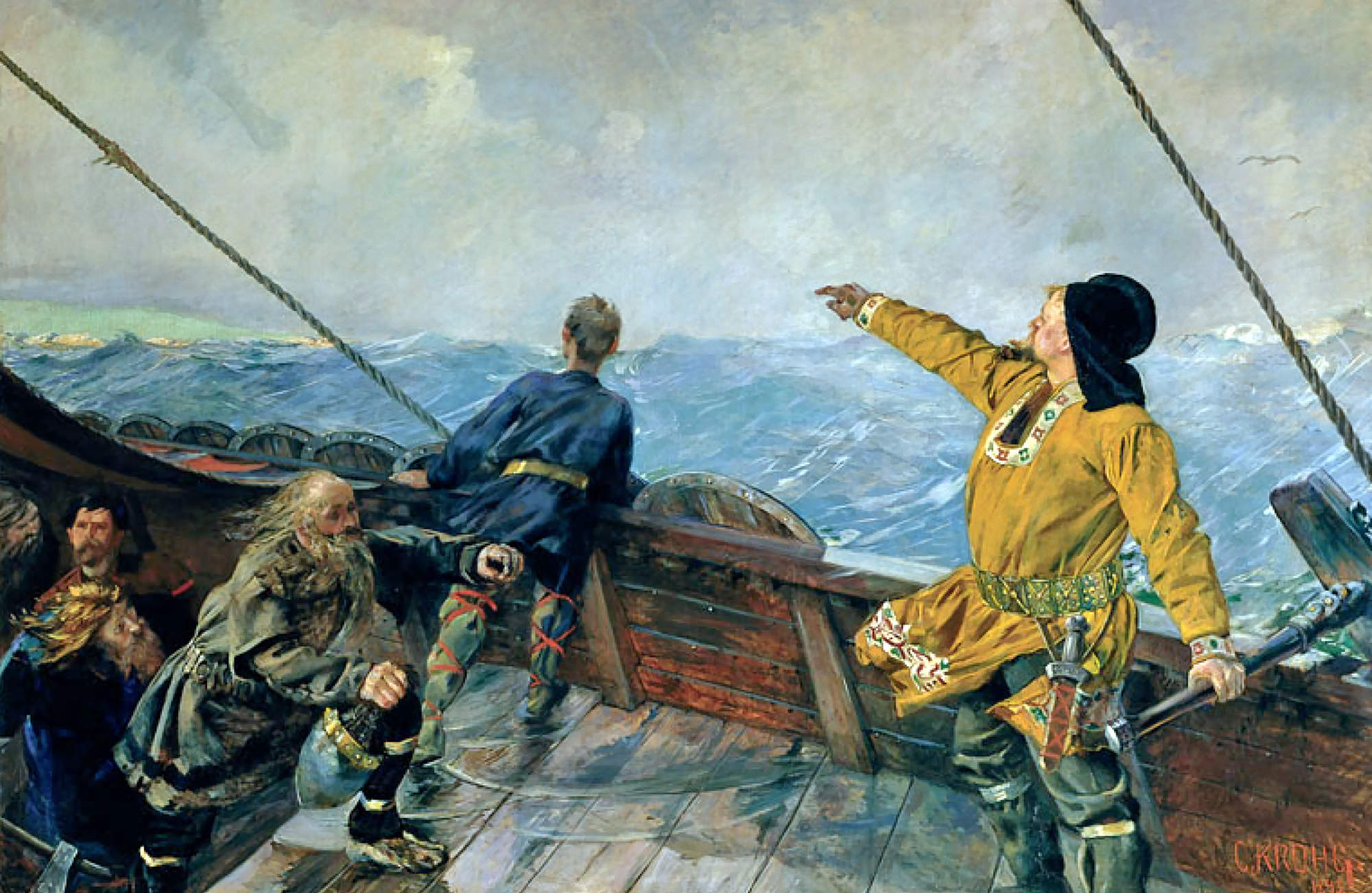
Pintura del descobriment d'Amèrica de Leif Eriksson

L'era dels vikings, dels segles VIII al XI, es caracteritzà per l'expansió i l'emigració pels navegants. Molts noruecs emigraren per establir-se a Islàndia, les illes Fèroe, Groenlàndia i algunes regions de la Gran Bretanya i Irlanda. De fet, les ciutats irlandeses modernes de Limerick, Dublín i Waterford foren fundades per colons noruecs. Els vikings potser arribaren fins i tot a Nord-amèrica. Les tradicions nòrdiques foren reemplaçades lentament pel cristianisme entre els segles x i xi, en part gràcies als reis missioners Olaf Tryggvasson i Olaf Haraldsson (posteriorment Sant Olaf). Haakon el Bo fou el primer rei cristià de Noruega, a mitjan segle x, tot i que els seus intents per a introduir el cristianisme al reialme aleshores no reeixiren.

### La unió de Kalmar

La Unió de Kalmar (1397–1523)

El 1319, Suècia i Noruega formaren una unió en la persona del rei Magnus I Eriksson. El 1349, la Pesta Negra matà entre el 50 i el 60% de la població, la qual cosa produí un període de declivi socialment i econòmicament. Després de diverses unions personals, els trons de tots tres països escandinaus, Noruega, Dinamarca i Suècia foren unificats en la persona de la reina Margarida I de Dinamarca, formant-se la Unió de Kalmar. Tot i que Suècia se separà de la unió el 1521, Noruega romangué amb Dinamarca fins al 1814, un total de 436 anys. Durant aquest període s'hi imposà el luteranisme. Posteriorment, amb l'explotació dels recursos naturals—la fusta, el peix salat i la mineria—el país es modernitzà. Tot i així, amb la introducció del protestantisme, l'arquebisbat de Trondheim es dissolgué i les rendes de l'església s'enviaren a la cort de Copenhaguen. Noruega així perdé el flux de peregrins a les relíquies de Sant Olaf i, com a conseqüència, el contacte amb la vida cultural i econòmica amb la resta d'Europa. Al segle xvii, a més a més, perdé les províncies de Bohuslän, Jämtland i Härjedalen com a resultat de les guerres de Dinamarca-Noruega amb Suècia.

### La unió amb Suècia

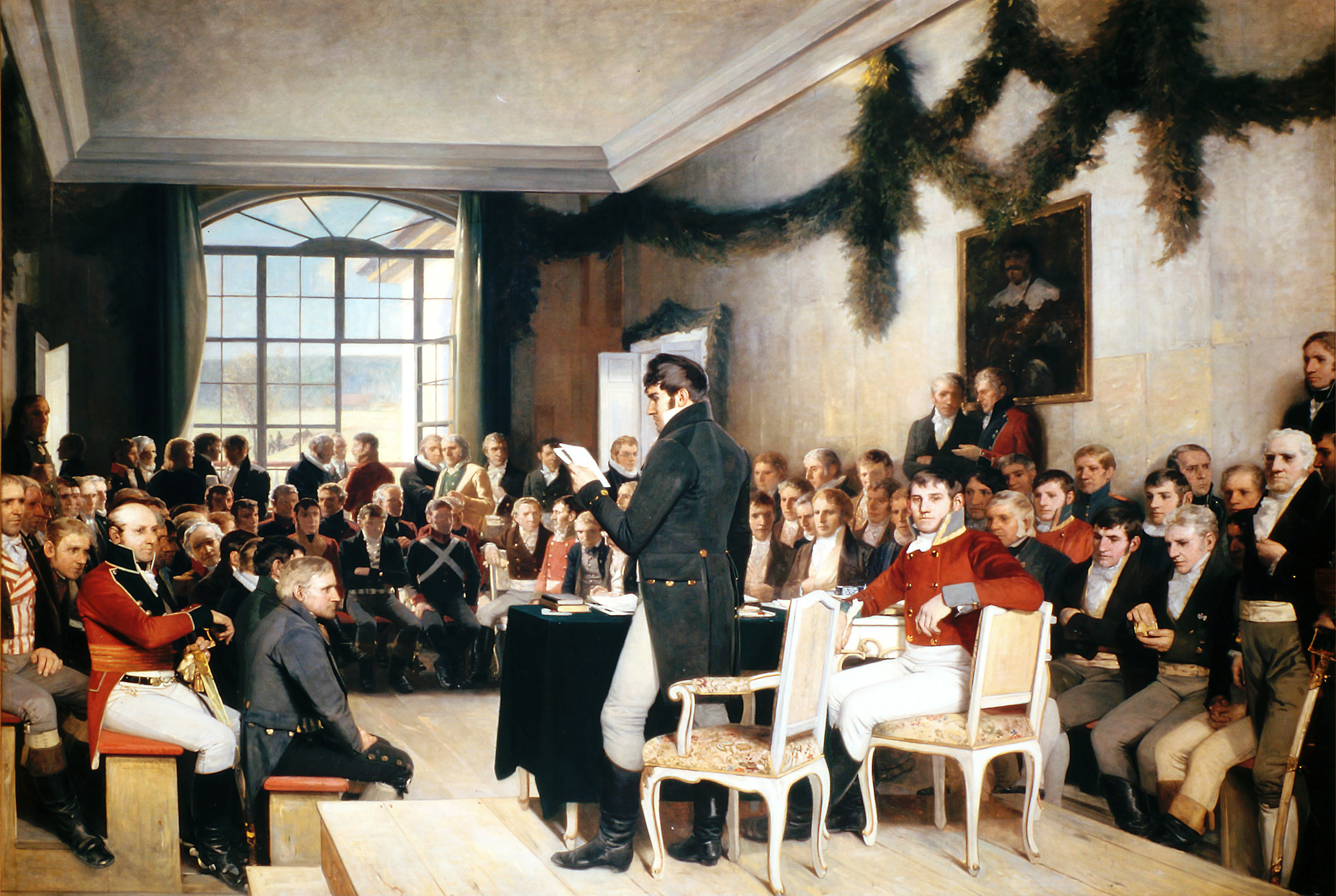
L'Assemblea constitucional de 1814 d'Oscar Wergeland

Després que Dinamarca-Noruega fos atacada pel Regne Unit, s'alià amb Napoleó, però la guerra tingué condicions funestes i fam el 1812. Al trobar-se al costat perdedor, el 1814 Dinamarca fou forçada a cedir Noruega al rei de Suècia, però en conservava les províncies d'Islàndia, Groenlàndia i les Illes Fèroe, segons el Tractat de Kiel. Noruega prengué aquesta oportunitat per declarar la independència i promulgar una constitució, elegint al príncep de Dinamarca-Noruega Cristià Frederic el 17 de gener de 1814. Això catalitzà la Guerra entre Noruega i Suècia, al final de la qual Noruega acceptà formar una unió personal amb Suècia. Noruega conservà la seva constitució liberal i les seves institucions independents, llevat del ministeri d'afers exteriors.
Durant aquest període també es desenvolupà el nacionalisme romàntic noruec, en què el poble volia definir i expressar una personalitat nacional diferenciada. El moviment incloïa totes les branques de la cultura, incloent-hi la literatura (Henrik Wergeland, Bjørnstjerne Bjørnson, Peter Christen Asbjørnsen, Jørgen Moe), la pintura (Hans Gude, Adolph Tidemand), la música (Edvard Grieg), i fins i tot la política lingüística, en tractar de formar una llengua escrita nadiua, produint així dues formes d'escriptura oficials el bokmål i el nynorsk.

### Història moderna

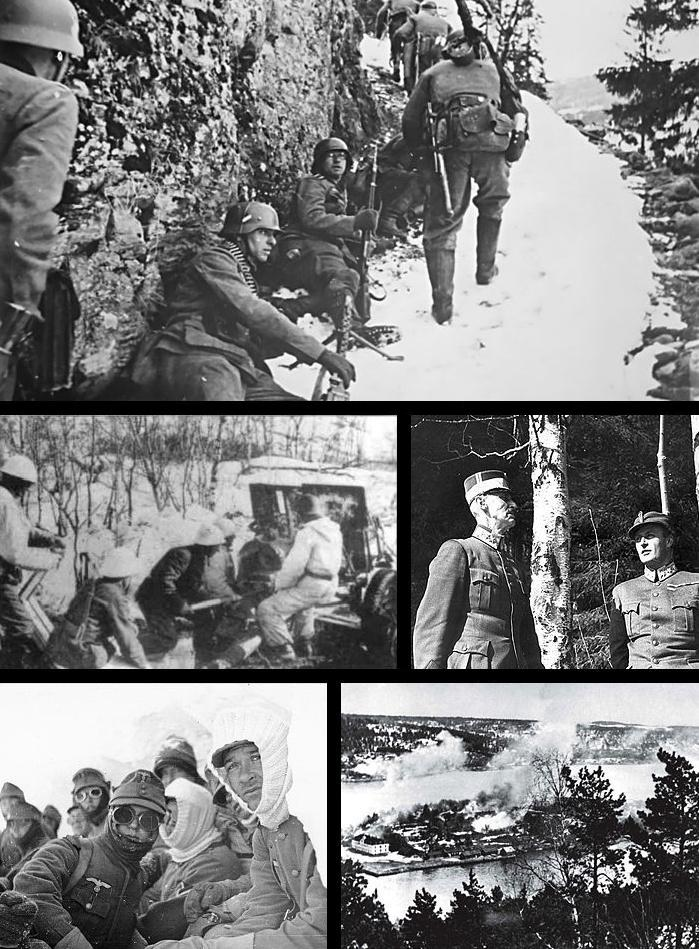
Escenes de la Campanya de Noruega de 1940

Christian Michelsen, un magnat i estadista, primer ministre de noruega de 1905 a 1907 tingué un paper central en la separació pacífica de Noruega de Suècia el 7 de juny de 1905. Després de la realització d'un referèndum per triar la forma de govern, en què el poble preferí la monarquia a la república, el govern noruec oferí la corona de Noruega al príncep danès Carl, el qual prengué el nom de Haakon VIII, com els reis medievals de la Noruega independent. El Parlament l'elegí com a rei per unanimitat, i es convertí en el primer rei de la Noruega independent en 586 anys.
La independència fou interrompuda temporalment del 9 d'abril de 1940 fins al 8 de maig de 1945 per l'ocupació nazi de Noruega. Durant la Primera Guerra Mundial, Noruega havia estat un país neutral, i també havia declarat la seva neutralitat durant la Segona Guerra Mundial, fins a la invasió sorpresa alemanya. La resistència noruega fou de dos mesos, amb la rendició de les forces armades el 10 de juny, en perdre l'ajut dels aliats francesos. El rei Haakon i el govern noruec escaparen a Rotherhithe, Londres, i donaren suport a la lluita mitjançant missatges de ràdio des de Londres, mentre Noruega quedava ocupada. Els noruecs formaren un grup de resistència que lluità contra les forces d'ocupació alemanyes que incloïa la resistència armada i la desobediència civil. El paper de la marina mercantil fou important, del costat dels aliats, participant en cada operació. El 7 de juny de 1945, acabada la guerra, el rei i la família reial retornà a Oslo.

Cada any Noruega dona un arbre de Nadal al Regne Unit com a agraïment per l'assistència que l'havia donat durant la Guerra Mundial, el qual es posa a la Plaça de Trafalgar.

### La postguerra
De 1945 a 1961, el Partit Laborista tingué la majoria absoluta al parlament. El govern encapçalat pel primer ministre Einar Gerhardsen inicià un programa que emfasitzava la industrialització finançada per l'Estat, i la cooperació amb els sindicats. L'aliança amb la Gran Bretanya i els Estats Units continuà durant els anys de la postguerra. Noruega rebé ajut del Pla Marshall, s'uní a l'Organització per a la Cooperació Econòmica Europea el 1948 i l'Organització del Tractat de l'Atlàntic Nord el 1949. El 1969 la companyia Philips Petroleum descobrí petroli a Ekofisk. El 1973 el govern fundà la companyia estatal, Statoil. La producció petroliera no produí guanys abans de la dècada de 1980 ateses les grans inversions de capital requerides per desenvolupar-la.
Noruega fou un dels membres fundadors de l'Associació Europea de Lliure Comerç. Se celebraren dos referèndums per a unir-se a la Unió Europea, el 1971 i el 1994, però la població rebutjà la proposta per un petit marge.